# Francesco Petrini
Francesco Petrini (Lanciano, ... – XIV secolo) è stato un architetto italiano.
Nel rivoluzionare lo stile gotico italiano nella fascia sud-orientale dell'Abruzzo, Francesco Petrini fu uno degli esponenti più prolifici se non l'unico, e la sua preparazione fu dovuta alla ripresa di vari modelli architettonici già presenti in Abruzzo.

## Biografia
Dell'architetto si sa molto poco della, primo che nacque a Lanciano (Chieti), secondo che fu attivo nella prima metà del XIV secolo nella sua città e nei posti dell'hinterland frentano, essendo attivo però anche nel Contado di Molise; esistono soltanto delle date indicative riguardanti i suoi lavori più noti, vale a dire le facciate della chiesa di Santa Maria Maggiore di Lanciano, opera in cui egli stessi si forma e scrive l'anno 1317, del Duomo di San Leucio di Atessa, di cui c'è la testimonianza di Vincenzo Bindi riguardante l'anno 1313 (oggi la data è scomparsa), e del Duomo di San Pardo e di Santa Maria Assunta a Larino, con la data del portale del 1219, ma che non riporta il nome dell'autore.

### Questione del nome
Lo sviluppo artistico della città di Lanciano in Abruzzo, patria dell'architetto, è strettamente legato all'autonomia della città nel 1302, quando Carlo II d'Angiò le concesse il titolo di Città, aggregandola al Regio Demanio. Tale concessione ebbe come seguito un importante incremento dei commerci, data la fama per le annuali Fiere, note in tutto il Regno, e dati gli scambi della città frentana con le altre realtà dunque anche un nuovo sviluppo artistico, oggi leggibile nelle architetture religiose. È certo che la nuova forma d'arte gotica a Lanciano abbia fatto ingresso tra la fine del Duecento e i primi anni del Trecento, come testimoniato dalla data del portale della chiesa di Santa Maria Maggiore, e dalla data di completamento della vicina chiesa di San Nicola (1242 oppure 1292) su una preesistente costruzione, il cui portale benché romanico ha molte affinità con quello di Perrini.
Come detto, l'importanza dello sviluppo degli scambi commerciali e dunque anche culturali, sociali e artistici è dovuto alla presenza secolare delle Fiere.
La tradizione vuole che sin dall'epoca romana si celebrassero in Lanciano delle fiere, appellate “nundinae” e che esse stesse avessero notevole importanza per la città accrescendo la sua opulenza e il suo benessere. Farebbe da supporto a tutto questo, una tavola bronzea che attribuisce alla città di Anxanum il titolo di “Emporio dei Frentani”.
Nel corso dei secoli nella città continuarono, seppure in tono minore, gli scambi commerciali che ne garantirono una discreta importanza, dovendo sottostare agli eventi non sempre felici che travagliarono la nostra penisola per molto tempo ed è solo con l'arrivo dei Franchi e successivamente con gli Svevi che la città riconquistò questo ruolo molto importante per la regione.

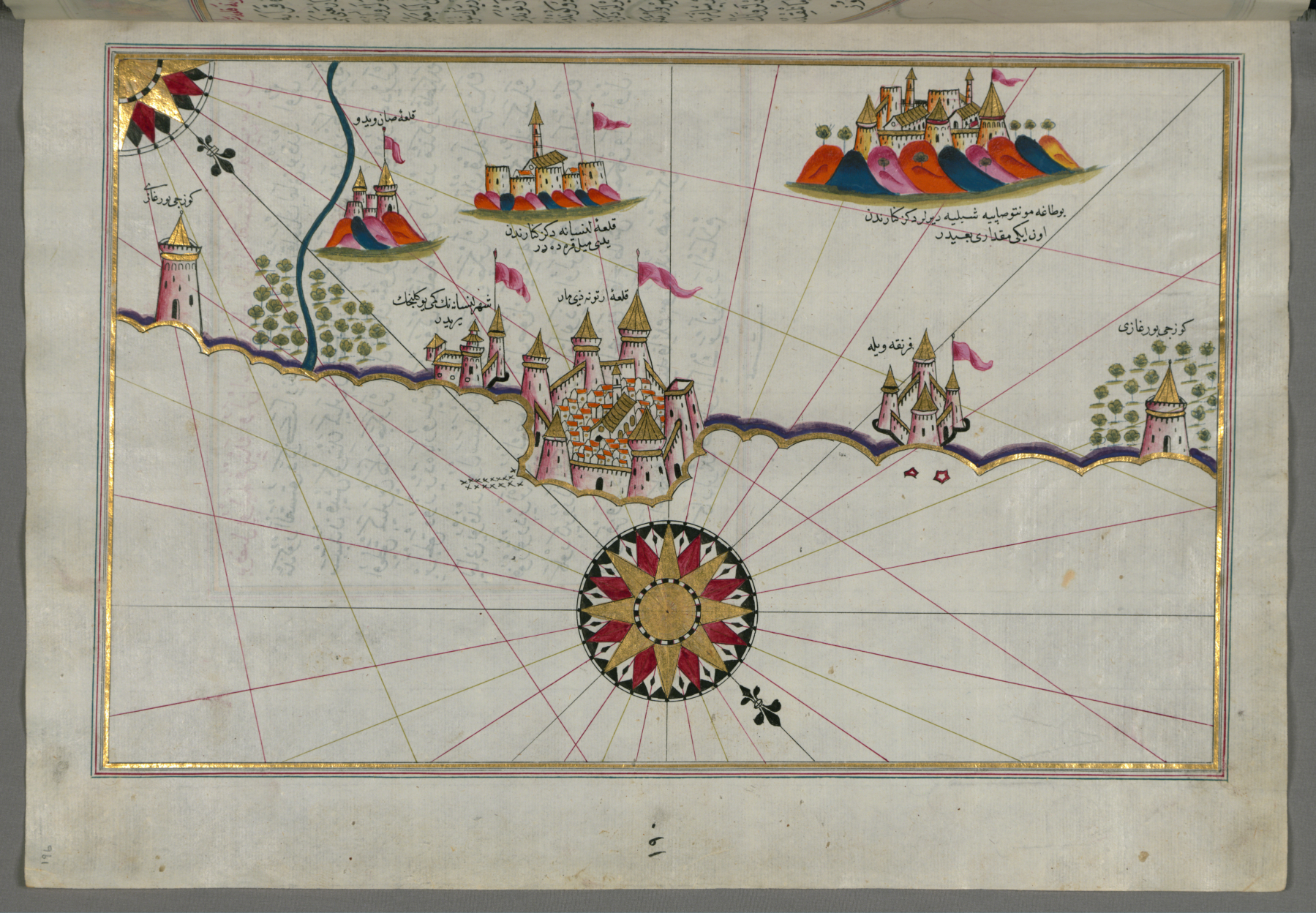
Carta dell'ammiraglio Piri Reis riguardante Lanciano e i castelli attorno, e il mar Adriatico

Il primo atto attraverso il quale si esplicitavano i privilegi con cui si garantiva, alle merci destinate alle fiere di Lanciano, l'immunità da ogni pagamento, fu quello voluto da Enrico IV e poi confermato nel 1225 dall'imperatore Federico II di Svevia, per ricompensa ai servigi resi dai cittadini che per questo vennero appellati con il titolo di “buoni”. Durante il papato di Clemente IV si ebbe la fine della Casa di Svevia e l'avvento di Carlo d'Angiò, re di Francia. Per effetto di tale transizione Lanciano perse la demanialità e fu data in Feudo a Rodolfo di Cauternay, nel 1269; alla sua morte succedette la figlia Matilde, che nel 1279 delegò al governo della Città a Giovanni De Montanson e Roberto De Messe.
Successivamente la contessa Matilde andò in sposa al conte Filippo di Fiandra Conte di Loritello. Sotto di lui ci fu un governo basato sulla tirannia e sulla prepotenza, la qual cosa portò i lancianesi alla ribellione. Nel 1302 fecero appello al re Carlo II, il quale accolse le richieste di questo popolo e concesse l'indulto alla Città. Il re, per andare incontro ai bisogni e alle loro richieste, e per impedire che Filippo arrecasse ulteriori danni, dichiarò la Città Terra Demaniale. Solo successivamente, nel 1304, Lanciano fu aggregata al Demanio Reale e separata dal Contado Teatino, istituendo così la figura del Mastrogiurato, che amministrava la giustizia e proteggeva la popolazione durante il periodo delle fiere.
Sotto Roberto d'Angiò, figlio di Carlo, ci fu un periodo di buon governo; furono confermati gli antichi privilegi e ne furono concessi altri. Nel 1311 concesse, con privilegio particolare la podestà di convocare parlamento, con presente, e non volente il capitano di giustizia. Insomma, in questo proficuo periodo di relativa tranquillità e stabilità politica, operò l'architetto Francesco Perrini.

#### Ricostruzione della vita di Francesco Petrini

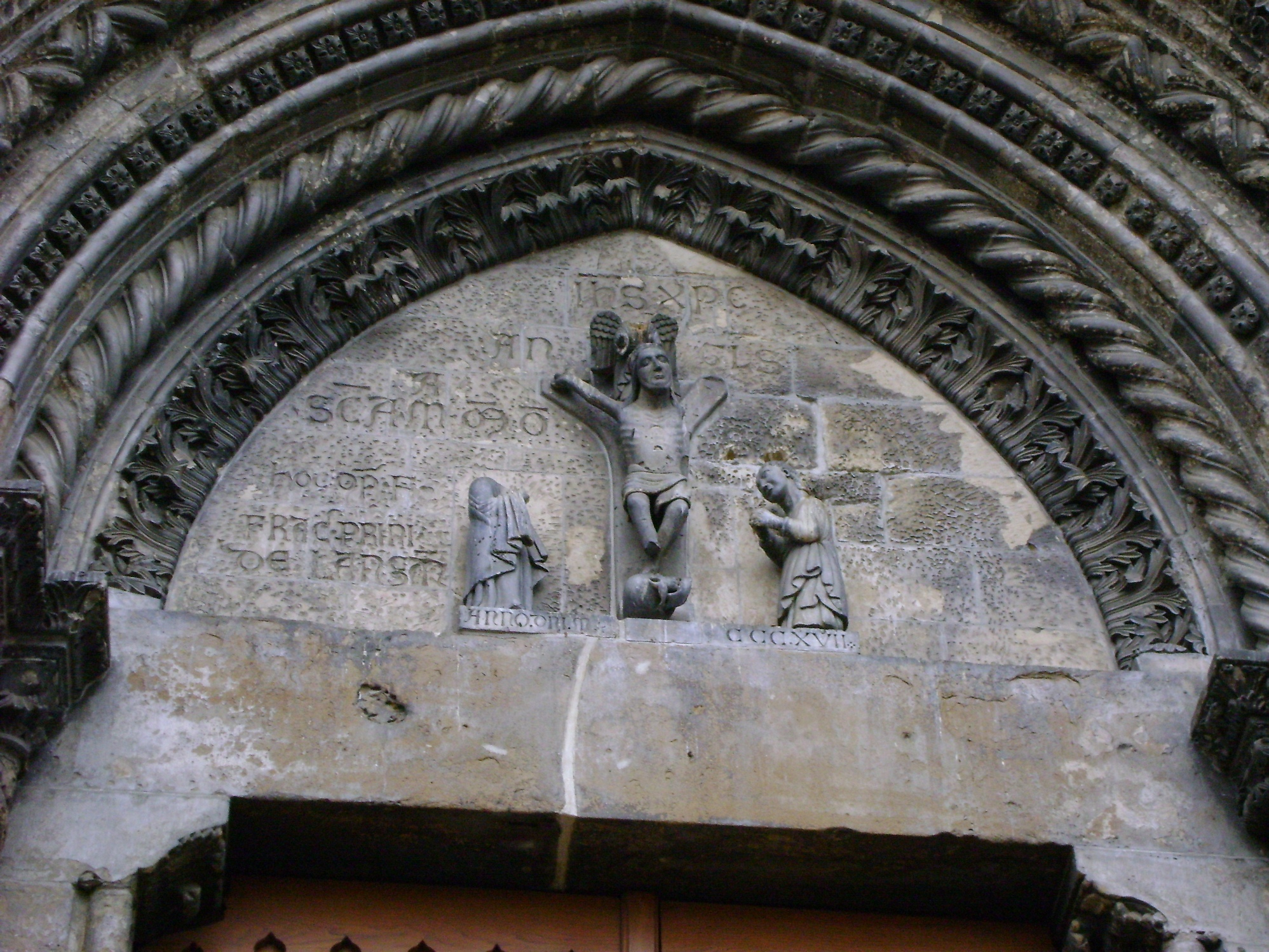
Veduta della lunetta del portale maggiore della chiesa di Santa Maria Maggiore: il Crocifisso tra i dolenti, e l'iscrizione dell'anno di completamento 1317, e la firma di Petrini

Le fonti sull'esistenza dell'architetto Francesco Petrini (o per essere più corretti Francesco Perrini)  sono scarse, e dipendono soltanto dal lavoro da lui lasciatoci, ossia l'architettura della nuova facciata gotica della chiesa di Santa Maria Maggiore a Lanciano, e le sculture di altri luoghi religiosi in Abruzzo e in Molise. La prima fonte essenziale è l'incisione sulla lunetta del portale maggiore della facciata, che reca l'anno di completamento 1317, insieme all'iscrizione che ne attesta la paternità:
HOC OP• F • FRAC •PRINI DE LANZAN.
Tuttavia i primi problemi incominciano con lo scioglimento dell'abbreviazione del nome dell'architetto. Filippo Sargiacomo, l'architetto lancianese che si occupò nel 1856 del restauro della chiesa (e di molte altre della città antica), scioglie l'iscrizione così: Hoc opus fecit Franciscus Petrini de Anxano An. Dom. MCCCXVII.
Testimonianza che già nel XIX secolo l'architetto fu noto con il cognome Petrini, mentre lo scioglimento corretto dell'abbreviazione, se non ci sono stati problemi per [FRA(N)C(ISCUS)], dovrebbe essere alla regola [P(ER)RINI], poiché la P con l'asta tagliata corrisponde in paleografia ad abbreviazione di PER. Questa traduzione del nome in italiano è assai controversa, poiché il dubbio venne anche a Vincenzo Bindi, il quale usò sia i termini Perrini sia Petrini. Tuttavia negli studi successivi sulla facciata della chiesa il nome ufficiale sarà sempre quest'ultimo. In seguito a questo problema, sono state formulate ipotesi riguardo anche la paternità dell'intera facciata, o soltanto del gruppo della Crocifissione sulla lunetta, oppure ancora se il “Perrini” fosse stato soltanto il maestro che pose in opera la materia fattagli arrivare dalla Puglia.
Oltretutto il mistero sull'identità del maestro ha fatto sorgere dubbi perfino sulla sua città di provenienza, poiché benché l'incisione attesti la provenienza da Lanciano, in città oggi non vi sono attestazioni di questo cognome da secoli, e forse l'autore sarebbe una personalità di passaggio nella storia della società cittadina, oppure il suo ramo familiare non sarebbe originario di Lanciano. Ma queste sono varie congetture poiché la presenza dell'artista è ben documentata nell'area frentana.
Un altro importante interrogativo sorto riguarda una seconda iscrizione presente sul portale maggiore, presso il pilastro a destra, dove c'è un bassorilievo in pietra, con un altare, e un'incudine presso cui campeggia una figura sacerdotale, con l'iscrizione: “Timorosus filius Mag. Precente”, sbrigativamente risolta da Sargiacomo, che correla direttamente il tal “Timorosus” con Petrini, leggendo “precente” come participio anziché come nome proprio, sostenendo che fosse il figlio del “precedente” Perrini, mentre altri ne attribuiscono le origini allo sconosciuto “Precente”. Fatto sta che, considerando la posizione della lapide presso il secondo contrafforte a destra della facciata, si deduce chiaramente che si tratti di un pezzo d'arte ricollocato in una posizione non originale, essendo mancanti altri elementi decorativi presso i contrafforti, e dato che il quartiere e gli edifici attorno alla chiesa di Santa Maria Maggiore nel corso dei secoli furono oggetto di vari interventi di ristrutturazione e manomissioni. 

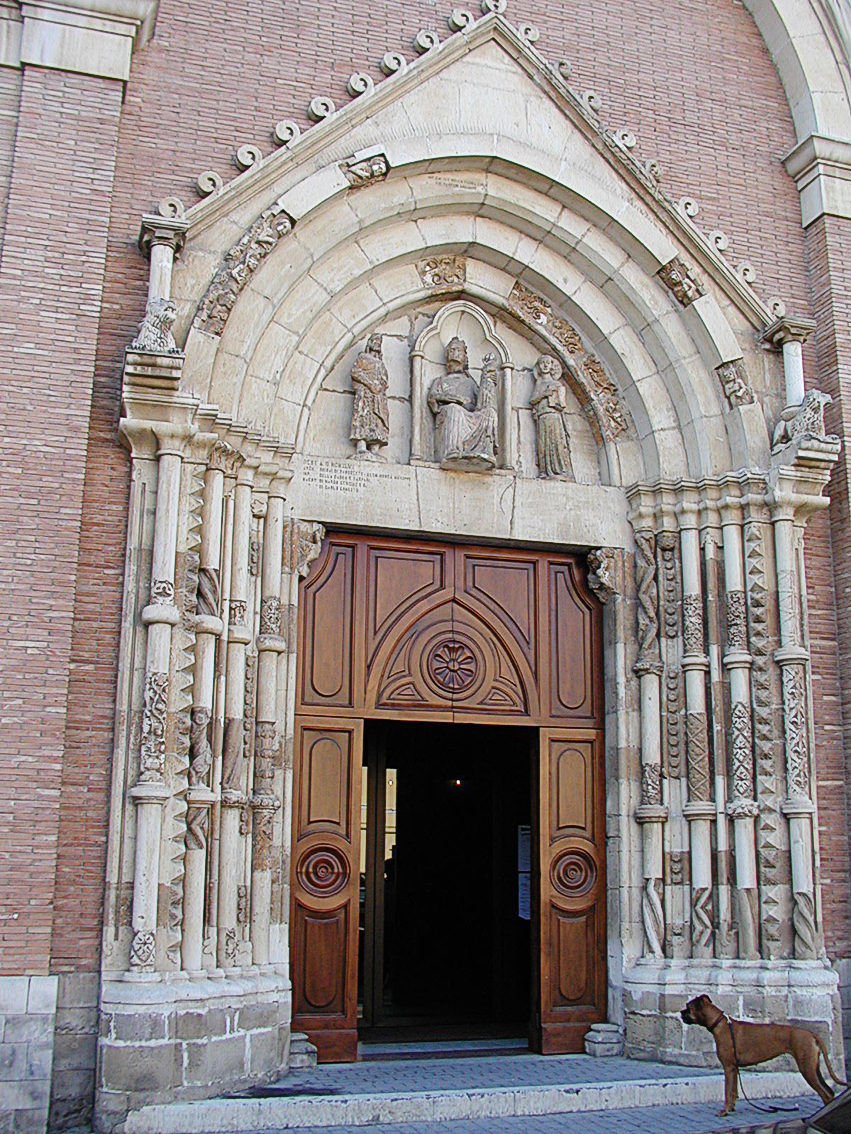
Portale maggiore della Basilica di San Tommaso in Ortona, opera di Nicola Mancino, presenta affinità con l'opera di Petrini

La lapide sembra di più provenire da un edificio oggi non più esistente, montata presso il contrafforte come targa, a ricordo di tale edificio, e probabilmente potrebbe derivare anche da una porzione della seconda chiesa con la facciata rinascimentale.
Presso la chiesa di Santa Maria Maggiore dunque si fermano le fonti dirette, che riguardano il maestro, poiché altre notizie sulla sua presenza in altri lavori di Lanciano e di altre città frentane sono desunte da documenti più tardi, come i trattati di Pietro Pollidoro e di padre Tommaso Bartoletti per Atessa, o addirittura da congetture di lettura delle opere stesse, riscontrando ad esempio le forti affinità tra il portale di Santa Maria Maggiore con quello del Duomo di Larino, fatta eccezione solamente per l'iscrizione sulla facciata del Duomo di Atessa, recante l'anno di completamento 1312, senza però la firma d'autore.
Confronto delle due facciate delle chiese di Santa Maria Maggiore e di Sant'Agostino a Lanciano, evidenti sono le corrispondenze dei portali e dei rosoni.
Leggendo dunque i portali e i rosoni, si può vedere che la mano di Perrini e aiuti operò nei cantieri delle chiese di San Nicola, Santa Lucia e Sant'Agostino a Lanciano, nel Duomo di San Leucio ad Atessa e nel Duomo di San Pardo a Larino. Alcuni sostengono che Perrini possa aver realizzato anche la monumentale facciata dell'ex convento di San Francesco a Monteodorisio, date le tipiche affinità con gli altri portali per la cornice in foglie d'acanto e decorazioni a colonne tortili, ma non è possibile dichiararlo con certezza perché la chiesa, rimasta abbandonata per anni dopo la soppressione degli ordini, avendo già perso la raggiera del rosone, nel 1964 è stata definitivamente abbattuta.

## Influenza dell'architettura gotica abruzzese in Francesco Petrini
Partendo da un contesto generale dei modelli “universali” in Abruzzo dell'architettura dei grandi monasteri, si traccerà una linea di collegamento tra i modelli principali in ambito scultoreo, architettonico, stilistico, e i lavori del maestro lancianese.
Francesco Perrini fu attivo con la sua bottega nell'arco temporale di circa un decennio, ossia il secondo del Trecento. Evidenti sono i modelli dell'Abruzzo a cui la sua bottega si ispirò, a cominciare dagli esempi più remoti dell'architettura romanica regionale. Le sue figure infatti rispondono ai canoni di solennità e fissità cerimoniale, tradizionali nell'ambito abruzzese come nel gruppo scultoreo della lunetta del monastero di San Clemente a Casauria, o da quella di San Giovanni in Venere. Per le analogie con l'arte gotica di Lanciano, fondamentali sono i portali della facciata e del lato ovest, risalenti al periodo della riedificazione del cenobio per volere dell'abate Trasmondo II tra il 1015 e il 1016.

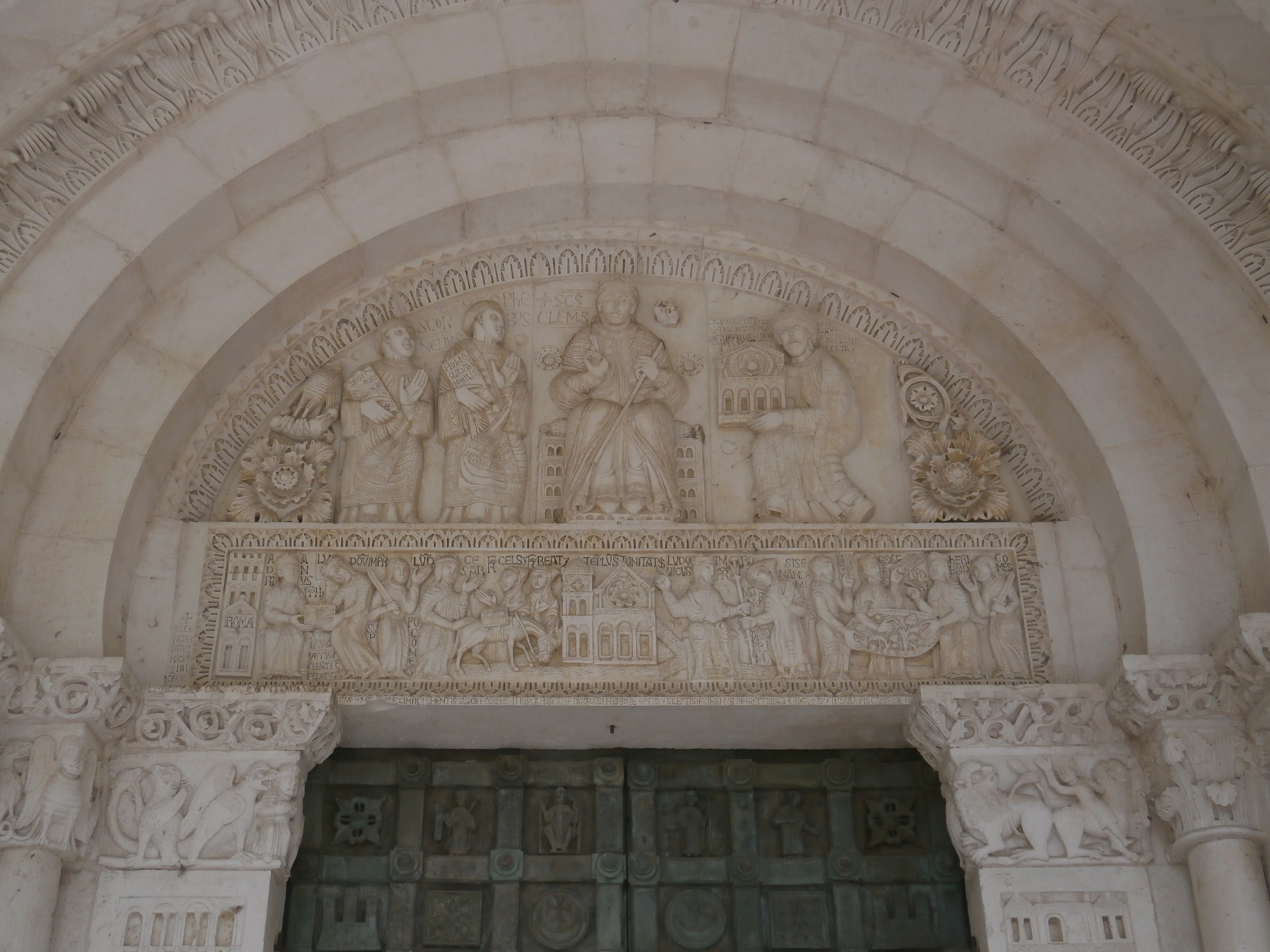
Il portale maggiore dell'abbazia di San Clemente a Casauria

In quest'ultimo portale viene rappresentata la Deesis con la figura centrale del Cristo in maestà tra la Vergine e Giovanni Battista; tale gruppo fu decisamente influente per le rappresentazioni sacre del Perrini, per la collocazione in rapporto reciproco dei protagonisti nella scena sacra, così come avvenne a Ortona, nella lunetta del portale della Cattedrale di San Tommaso Apostolo, per quanto si riesca a leggere oggi, dopo le distruzioni belliche.
L'altro grande modello presente a San Clemente è il maestoso portale romanico di accesso, nel cui pannello centrale è raffigurato San Clemente in trono con la mano destra nell'atto di benedire, mentre con l'altra regge il pastorale. Alla sua sinistra l'abate Leonate che consegna il modellino della chiesa, e alla destra il martire Cornelio, e San Febo con manipolo e stola. Si suppone, senza particolari certezze, che Perrini si fosse ispirato a questo gruppo per il particolarismo dei volti e la definizione molto raffinata dei panneggi. 
Spostandoci dai modelli romanici a quelli prettamente gotici d'influenza cistercense, in quel particolare momento di scambi economici e culturali che fruttarono a Lanciano la realizzazione del portale federiciano di Santa Maria Maggiore, si prenderà in considerazione la peculiarità di questa chiesa con l'abbazia di Santa Maria Arabona. La chiesa rappresenta la summa del gotico cistercense abruzzese, da cui furono ripresi i modelli di Santo Spirito d'Ocre, Santa Maria della Vittoria di Scurcola e l'abbazia dei Santi Vito e Salvo a San Salvo. 

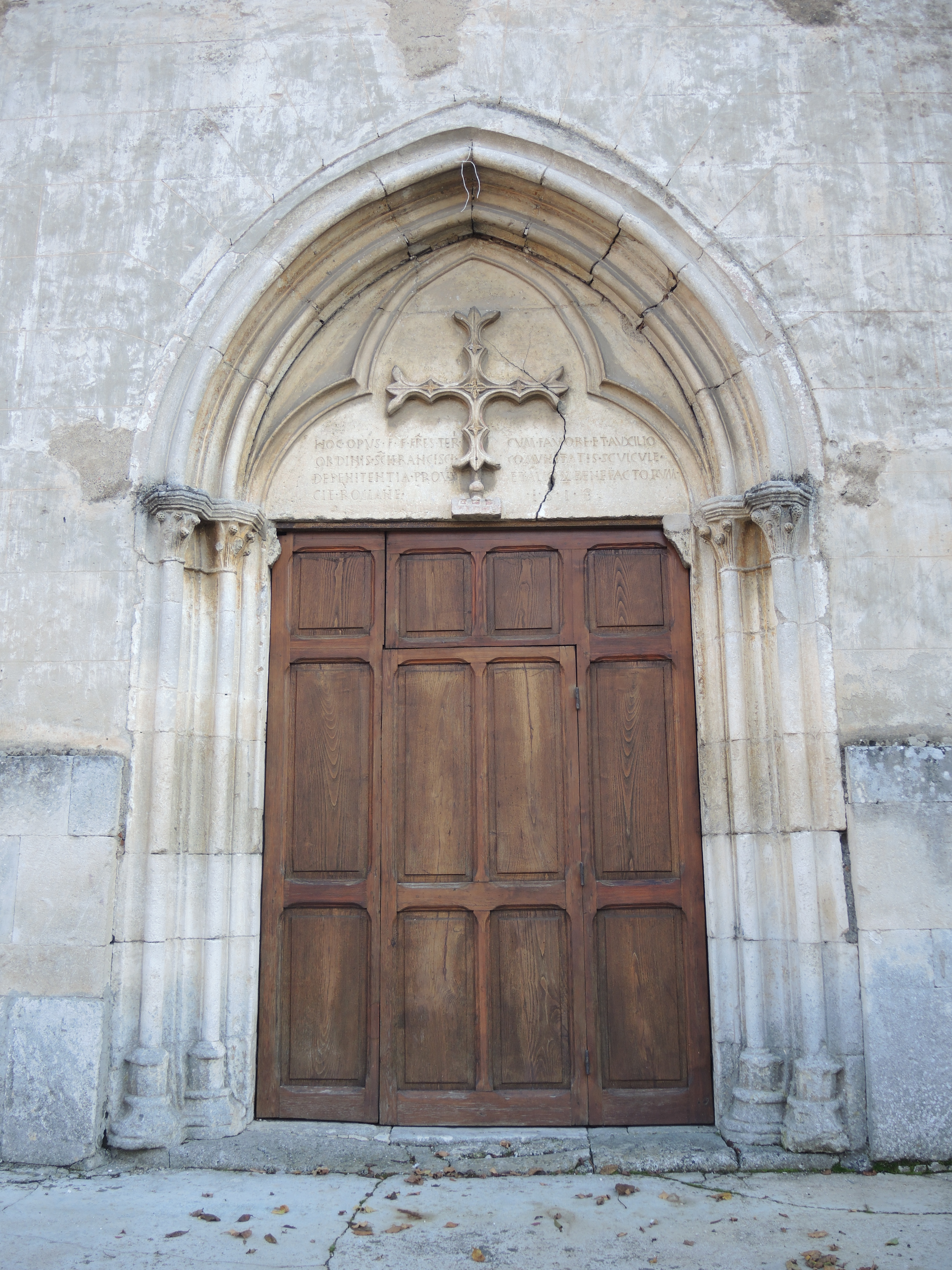
Uno dei portali gotici dell'abbazia di Santa Maria della Vittoria presso Scurcola Marsicana (AQ), rimontato nella chiesa di Sant'Antonio

Dell'abbazia di Santa Maria della Vittoria a Scurcola Marsicana poco si può dedurre oggi, dacché la badia, fondata da Carlo I d'Angiò dopo la battaglia di Tagliacozzo del 1268,  già dal XVI secolo risultava in forte degrado, fino a scomparire, se non fosse stato per la saggia traslazione di alcuni manufatti di pregio, come la statua della Madonna e dei portali nella nuova costruzione omonima posta accanto alla fortezza Orsini, in cima al borgo, e in quella di Sant'Antonio. I documenti si collegano all'anno 1277, in una lettera del 1274 si chiedeva all'abate del cenobio di Santa Maria di Casanova ospitalità per due monaci francesi che si stavano occupando del cantiere di Scurcola. Negli anni seguenti infatti giungeranno altri architetti francesi insieme a monaci d'Oltralpe per l'acquisto di materiale, come il vetro policromo, dunque come si vedrà anche nella costruzione delle statue della Vergine col Bambino, si tratta di una valida testimonianza della permanenza angioina in Abruzzo politica da un lato, e del gotico-borgognone dall'altro, la cui l'influenza in Perrini, nei cantieri di Lanciano e Larino, è assai tangibile.
Il portale laterale del santuario cinquecentesco presso la Rocca di Scurcola, che proviene dai ruderi della vecchia abbazia, è d'impronta borgognona, e offre specialmente per i capitelli, con foglie a crochet che sormontano le colonne esili, la chiave di volta con i capitelli trecenteschi di Santa Maria Maggiore e Sant'Agostino di Lanciano. Un arco a tutto sesto a più modanature inquadra una lastra che funge da architrave e lunetta, è decorata al centro da una croce fiordaliso.
Altri passaggi iconografici come la croce a Y e l'uso di tre soli chiodi, nelle lunette di Lanciano e Larino, o il tipo della Madonna col Bambino di Sant'Agostino lasciano intendere che Francesco Perrini avesse conoscenza anche di altre composizioni più moderne, cioè della nuova arte gotica diffusasi in Abruzzo, ma che tuttavia non aveva motivo per rompere con la tradizione locale, come fattore di identità tipica dell'Abruzzo, lampante non solo nell'architettura, ma anche nella scultura, nella letteratura, nella pittura gotica, come nel caso del ciclo di Bominaco, con la sua esagerata ricchezza, con la sua fantasia eccessiva nell'arricchire l'apparato dell'ornamento, fino a raggiungere una marcata autonomia con tale originalità.

### Influenza del gotico Frentano in Petrini
È possibile definire la stessa chiesa di Santa Maria Maggiore un palinsesto della storia dell'architettura abruzzese fino al XVII secolo, e se non fosse stato per i restauri di Mario Moretti, anche fino all'era del revival neogotico con il restauro di Filippo Sargiacomo, il quale benché avesse tamponato le colonne gotiche e le volte a crociera con i tipici intonaci bianchi dello stile neoclassico, realizzò un prezioso altare gotico sulla scia degli altari delle basiliche romane, andato perduto.

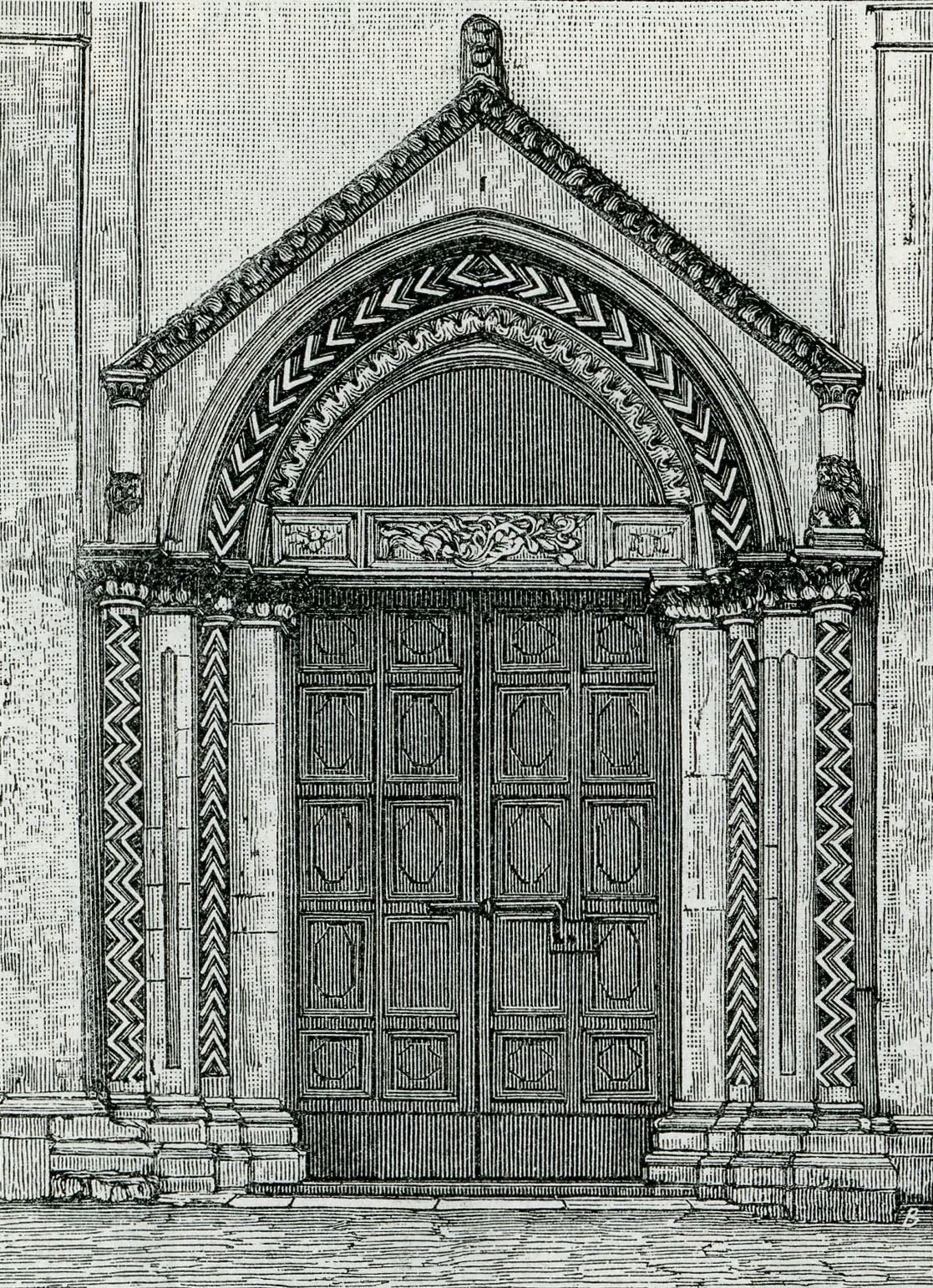
Incisione ottocentesca del portale gotico della chiesa di Santa Maria della Civitella o dell'ex Carmine, a Chieti, opera attribuita a Nicola Mancino

La porzione superstite dell'originale accesso romanico di Santa Maria Maggiore, lungo via Garibaldi: nartece (sinistra) e portale con lunetta (destra). A Perrini fu commissionata la realizzazione di una nuova facciata, poiché quella romanica rivolta sulla strada del corso intitolata oggi a Giuseppe Garibaldi, era considerata troppo poco monumentale, poiché per l'eccesso delle ghiere, dei passaggi da un piano all'altro, si parla di proporre una monumentalità nuova di cui il Perrini andava fiero, a giustificazione della speciale collocazione e il grande risalto della firma nella lunetta; a tal punto dunque da cambiare completamente l'innesto sull'attuale piazzetta di Santa Maria Maggiore, nella zona che anticamente era l'abside, dotata di due robusti contrafforti, dove Perrini incastonò la nuova moderna facciata gotica. 
Della facciata storica rimane il piccolo portale a tutto sesto, preceduto da un portichetto in pietra ad arco ogivale. Quasi tutti i documenti parlano dell'anno 1227 come inizio di grandi lavori di ammodernamento dell'edificio, anche se si parla di un momento in cui le idee nuove del gotico italiano non si erano ancora affermate, tanto più in Abruzzo. Possibili ipotesi della realizzazione del portale romanico di via Garibaldi con elementi di reimpiego, cadono dinanzi al fatto che l'architrave è ricavato con conci di attacco della cornice intermedia dell'archivolto. Il portale ha modi semplicissimi, tre modanature digradanti per linee nette, che limitano la presenza del fatto decorativo ai capitelli e all'architrave. I capitelli si risolvono in un semplice motivo a palmetta piatta.

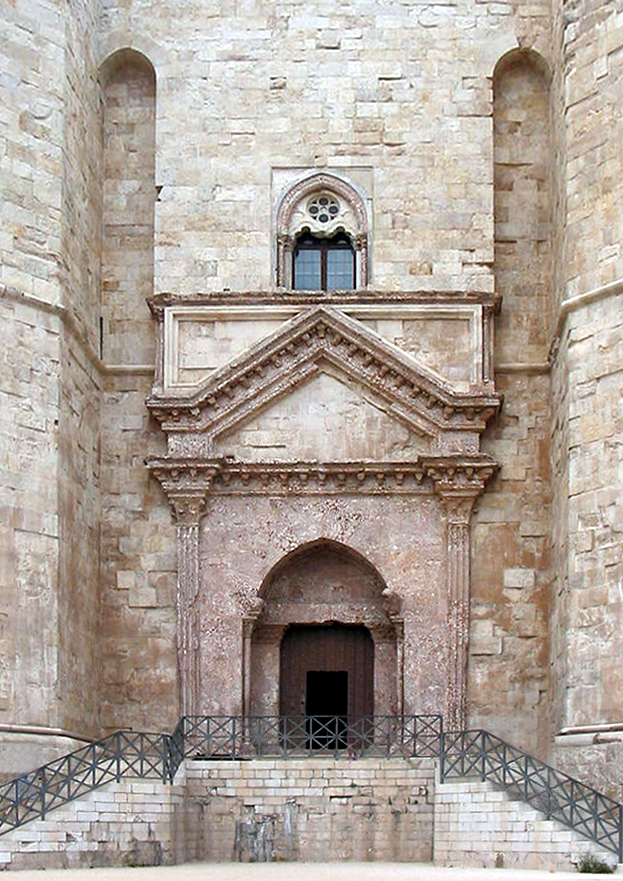
Ingresso principale a Castel del Monte, il portale è molto simile all'attuale entrata alla chiesa di Santa Maria Maggiore di Lanciano, in vico F. Spoltore

Il passaggio al gotico avvenne intorno al 1240 in Abruzzo, nel periodo dei cantieri di Santa Maria d'Arabona, e si è collocata la datazione del portale su un vico della strada Garibaldi alla prima metà del Duecento, basandosi anche sugli strettissimi legami con quello di Castel del Monte. 
A quest'epoca risale anche il secondo portale della facciata a destra di quella gotica, che magari aveva un'altra collocazione, ma che successivamente intorno al 1540 fu rimontato nella posizione attuale, quando la chiesa fu dotata di cinque navate. Interessante leggere molte sue analogie: la decorazione a spina di pesce dell'arco sesto acuto e la ghimberga ribassata con il portale di San Leucio ad Atessa, realizzato precedentemente a Santa Maria Maggiore.

Si può dire che Francesco Perrini seppe catalizzare le principali influenze del nuovo stile gotico nel grande portale della facciata. In esso si riscontrano tutti gli elementi tipici della scultura transalpina, lombarda, filtrati già nella seconda metà del Duecento in altri esemplari presenti nel resto dell'Abruzzo, e in altri edifici di Lanciano (San Francesco, San Giovanni) e delle città limitrofe di Ortona, Vasto e Chieti. L'esemplare più antico abruzzese con cui si possono trovare collegamenti è il portale laterale del Duomo di Atri, realizzato tra il 1287 e il 1305 per quanto si può capire dalla ghiera. I portali atriani inoltre hanno la decorazione dei romanici leoni stilofori, come probabilmente dovevano esistere anche a Santa Maria Maggiore, malgrado se ne conservi oggi solo uno, situato dentro la chiesa, e usato come pilastro di un battistero. Le due belve testimoniano un tipo di scultura in cui la ferocia e l'espressionismo ferino sono ancora un effetto conquistato attraverso artifici non naturalistici, come l'incidere il fianco con linee parallele, a sottolineare la durezza del torace, o il trasformare il muso in una maschera essenziale con occhi piccoli e ravvicinati, e le grandi fauci spalancate.
A Ortona il primo esemplare a carattere prettamente decorativo e monumentale, è il portale della Cattedrale di San Tommaso, purtroppo oggi mutilo a causa della guerra. Vincenzo Bindi parla di un'iscrizione perduta recante la data 1312,37 ma se l'autore che fu Nicola Mancino è documentato anche a Chieti nella realizzazione del portale di Santa Maria della Civitella (1321), lo stile stride fortemente con il precedente per intenzione e qualità, probabilmente per cambio di artisti nella bottega durante i lavori, o per scarsità di finanziamenti del committente. In questi esemplari è evidente l'assenza dell'enfasi decorativa dei portali lancianesi di Santa Maria Maggiore e Sant'Agostino, v'è l'introduzione dell'arco a sesto acuto, la spezzatura in tre tronconi delle colonnine della strombatura, con la relativa diversificazione dell'ornato, la decorazione della schiera angelica e infine la cesura decorativa sugli spigoli degli stipiti, i tipici elementi dei telamoni che cinque anni più tardi compariranno a Santa Maria Maggiore. Dunque il vero movimento di svolta gotica avvenne a Ortona poiché l'artista lancianese seppe reinterpretare in maniera del tutto inedita l'uso delle colonnine della strombatura, e successivamente fu ripreso nelle città intorno, come Atessa, Vasto, Lanciano eccetera. 

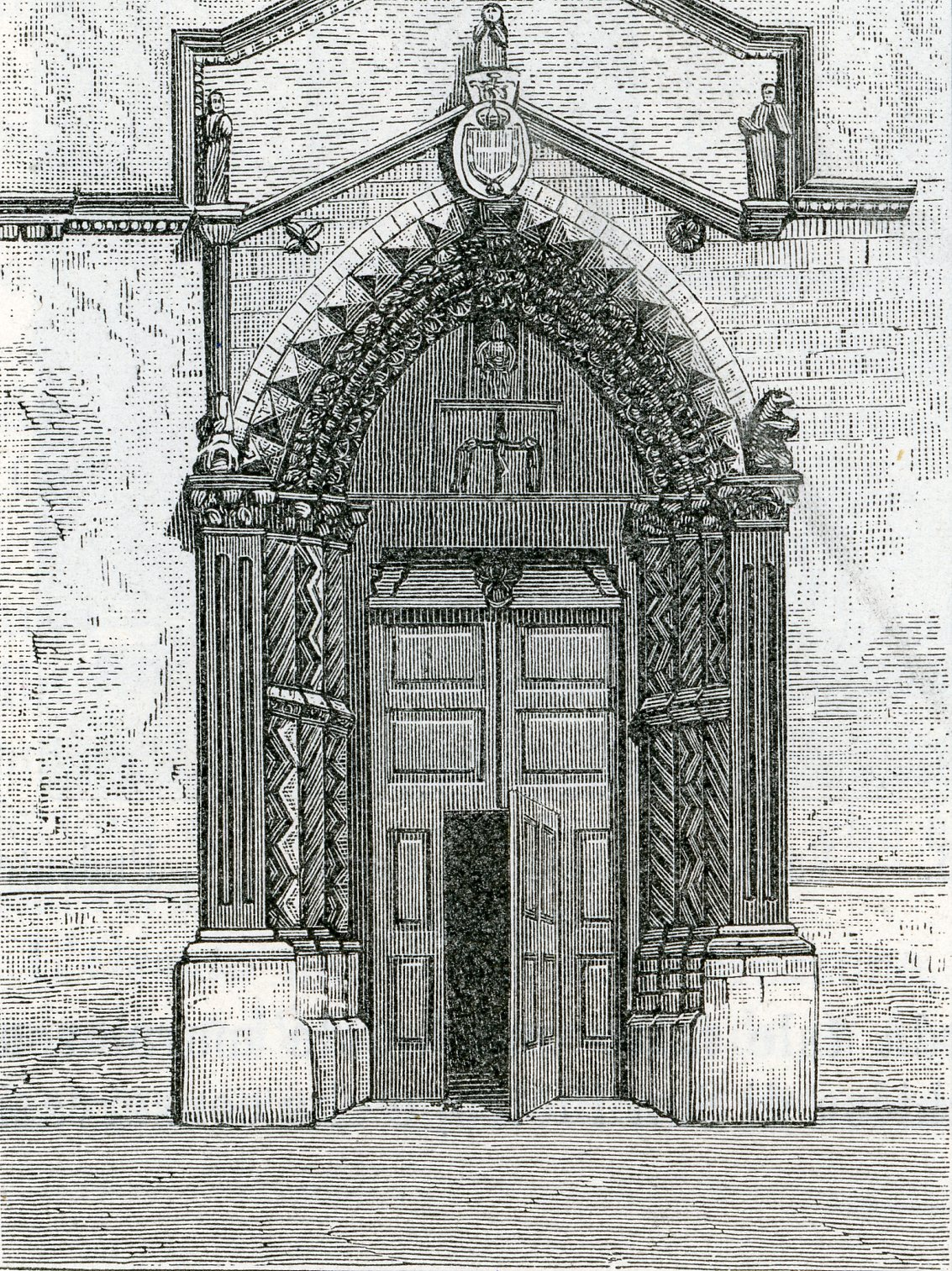
Incisione ottocentesca del portale della chiesa di San Pietro a Vasto

A Vasto si hanno gli esemplari del duomo di San Giuseppe (1293) e dell'ex chiesa di San Pietro realizzato da Rogerius de Fragenis, e quest'ultimo ha molti rimandi con il portale laterale di Santa Maria Maggiore, per quanto riguarda l'arco acuto, la ghiera simile a quella di Castel del Monte, e la decorazione della cornice traforati.
Altri modelli precedenti all'opera di Perrini, che influenzarono la realizzazione del capolavoro di Santa Maria Maggiore, potrebbero essere stati anche i portali e forse i rosoni di alcune chiese lancianesi oggi distrutte, come San Maurizio o San Giovanni, di cui è documentata la presenza di un portale ad arco ogivale, ma non si può sapere con precisione. Probabilmente Perrini, insieme ai portali del Mancino, potrebbe esser stato ispirato anche da eventuali rosoni presenti nei cantieri di Ortona e Chieti, ma a causa della modifica quasi totale delle fabbriche nell'era barocca, e la successiva ricostruzione dell'intera Cattedrale di Ortona, come anche avvenne per il rosone di San Giuseppe a Vasto (1933), non è possibile muoversi con certezza. Lo stesso può dirsi per il portale ogivale della chiesa di San Francesco a Guardiagrele, i cui restauri sono documentati tra il 1276 e il 1291, benché non vi sia alcuna data che rechi l'anno della realizzazione dell'opera. Il portale laterale rimarca ancora le linee tardo romaniche dell'arco a tutto sesto con forti strombature e decorazione a fogliame lungo le colonne principali, mentre l'ornato del portale principale ad arco ogivale su ghimberga è più elaborato, presentando una ricercata decorazione dei capitelli "a crochet" delle cordonature, delle colonne a tortiglione alternate a lisce, così come le strombature degli archivolti, confrontate con la prima per i rilievi a traforo, presenti anche a Lanciano.
Secondo Gandolfo invece, un altro modello ispiratore, per cui ovviamente non si possono trarre conclusioni con perfetta certezza, sarebbe il portale duecentesco della chiesa di San Filippo Neri di Sulmona, che in realtà apparteneva alla facciata del monastero di Sant'Agostino, smontato nell'Ottocento perché il cenobio, che si trovava all'imbocco del corso Ovidio dalla villa pubblica, era in rovina da anni dopo il sisma del 1706. Trattasi di una delle migliori forme dell'architettura gotica tardo duecentesca, dell'epoca di Carlo I d'Angiò, e su Perrini avrebbero avuto influenza la resa dell'archivolto a sesto acuto, la corrispondenza delle colonnine con i tortiglioni, gli stipiti delle murature d'angolo, con le semicolonnine esterne parallele, l'incorniciatura con cuspide poggiante sulle colonne esterne alla strombatura, con una serie di punti di stazione che confermano l'enfasi decorativa dell'insieme

## Somiglianze tra i portali di Santa Maria Maggiore e Castel del Monte

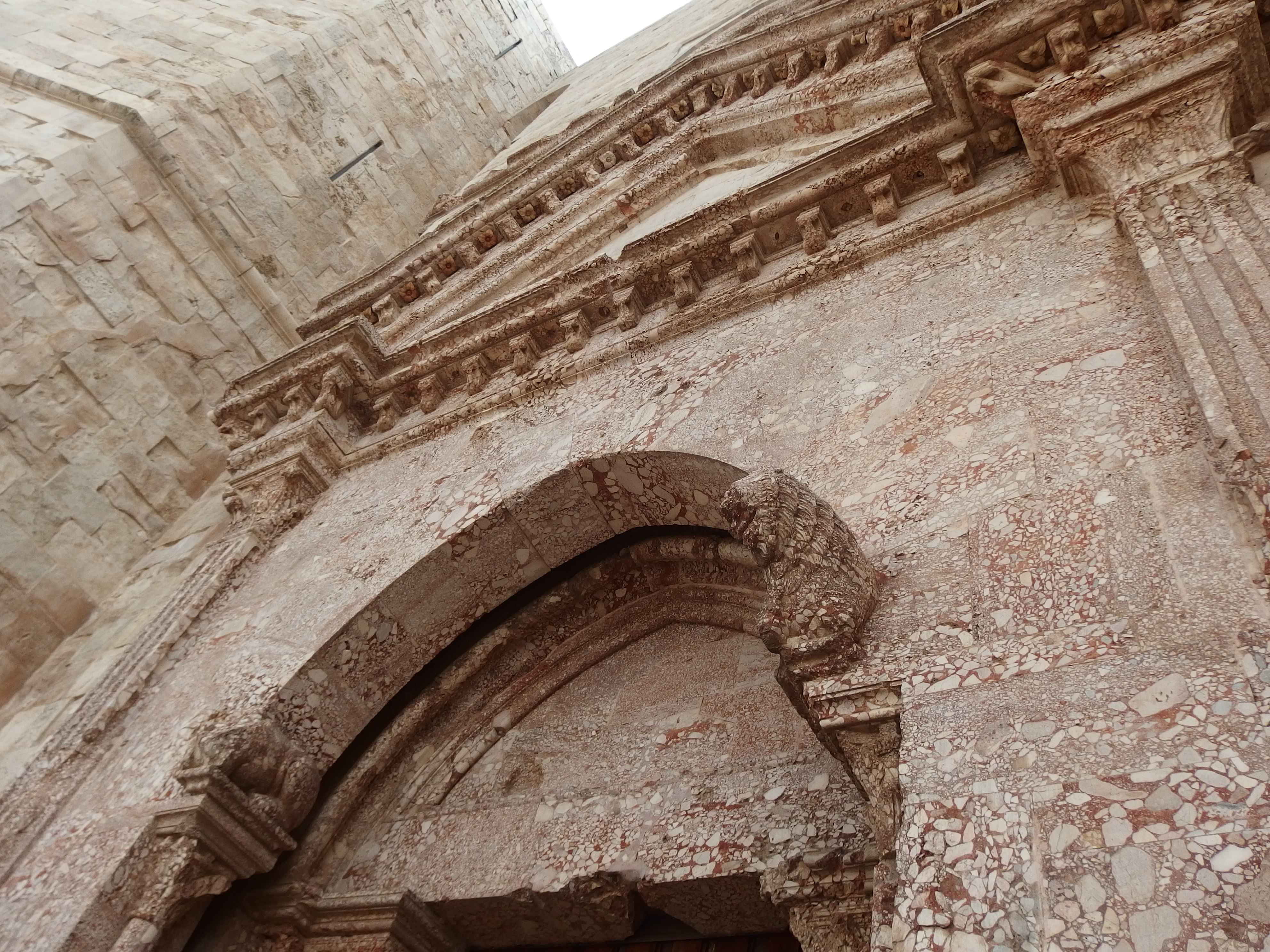
Ingresso di Casel del Monte, dettaglio

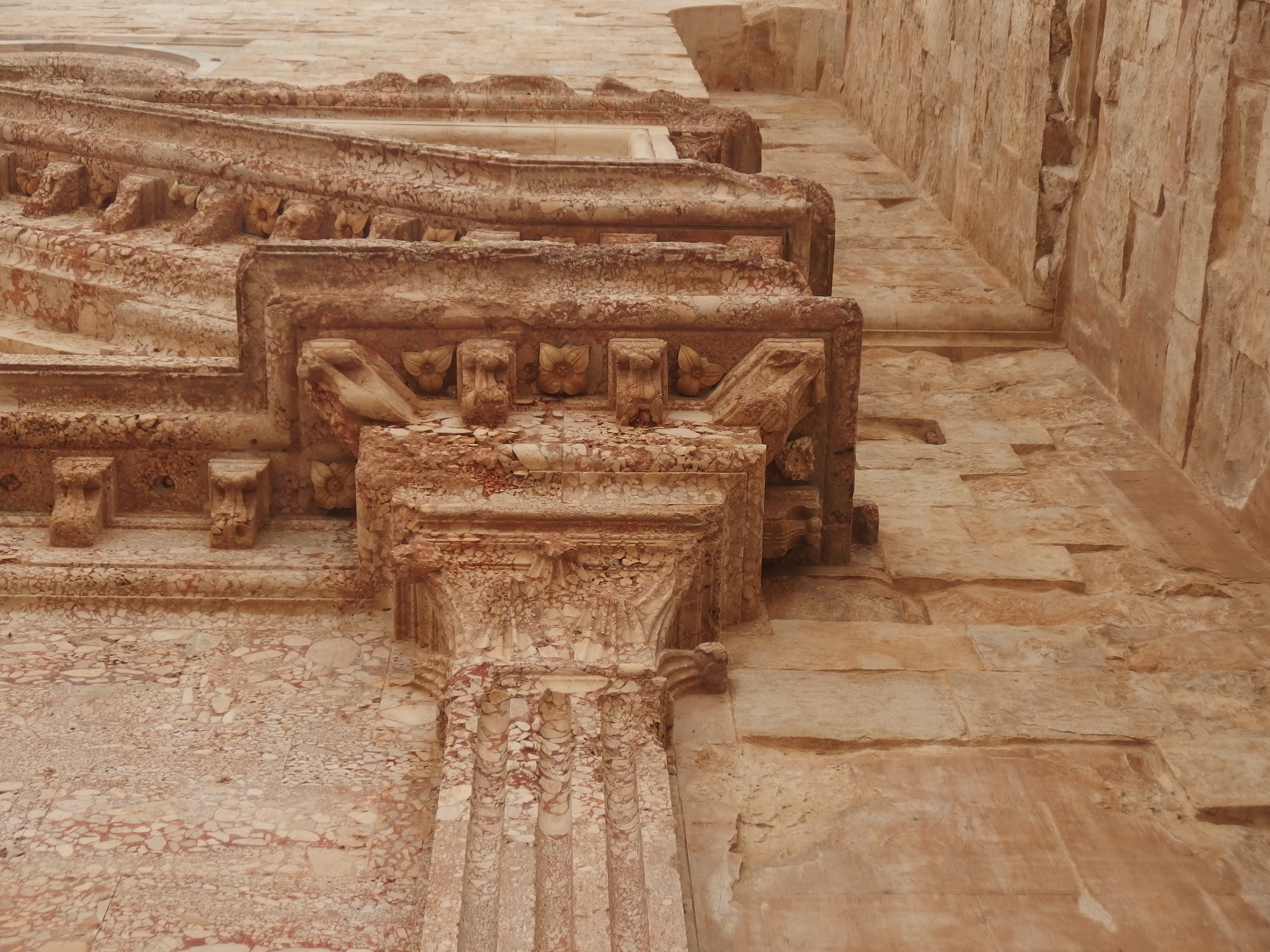
Ingresso di Castel del Monte, dettaglio dell'architrave

Nel pluristilistico cantiere di Santa Maria Maggiore c'è una testimonianza, che si pone a metà del percorso storico artistico del manufatto, riguardante quel passaggio dal tardo romanico duecentesco al gotico dei primi anni del Trecento, di cui sarà protagonista Perrini.
L'anno 1240 viene individuato dagli studiosi come punto d'incontro tra l'arte tardo-romanica pugliese di Castel del Monte, anno peraltro in cui il maniero federiciano fu completato, e il caso eccezionale del portale laterale di Santa Maria Maggiore, situato in via Federico Spoltore. Si tratta di una testimonianza molto rilevante per comprendere non solo l'influenza di vari cantieri, come quello borgognone riscontrabile specialmente nelle arcate interne, ma anche il rapporto di scambi degli Abruzzi con la Puglia.
In questo periodo la città visse un primo grande sviluppo economico con il commercio della ceramica, entrò in buoni rapporti con Federico II, e suo figlio Manfredi nel 1259 confermò i privilegi demaniali, garantendo il diretto controllo degli Svevi sull'amministrazione, senza il bisogno di un signore, sia per i benefici che erano stati riconosciuti da Federico, ma anche per creare una cerniera di città fedeli alla corona contro il dominio papale. In virtù di tali ottimi rapporti, poiché Lanciano in quegli anni aveva anche avviato una politica sui traffici via mare oltre a quelli del tratturo, è ipotizzabile, nei primi restauri e ampliamenti della chiesa, un dialogo tra le maestranze frentane e pugliesi. Anche lo studioso R. Urbano è certo su uno scambio anche artistico tra Lanciano e la Puglia, parlando del portale laterale di Santa Maria Maggiore. Il maggior esempio abruzzese frutto degli scambi frentano-pugliesi è dato dall'abbazia di San Giovanni in Venere, poco distante dalla città, in particolar modo nell'impaginato delle tre absidi, che mostrano ancora un chiaro stile romanico. Alla destra della torre si appoggia il prospetto di quel corpo di fabbrica che serviva da nartece: si compone di una zoccolatura molto sporgente, coperta da larga sagoma a doppio toro, che discende a scaglioni secondo la pendenza della strada, di una muraglia a cortina in cui sono feritoie trasformate in finestre moderne e il bel portale che armonizza con coronamento ad arcatelle. Questo ingresso si adorna di lesene sporgenti dalla zoccolatura, le quali salgono fino a un timpano foggiato a cornice, lievemente inclinato nel mezzo e con estremità distese in piano e profilate al di sopra dei capitelli.
L'archivolto sestoacuto rientra nel vivo della muraglia componendosi di un arco di scarico, poggiato su colonnine accantonate contro le lesene di una mostra, sagomata con un toro fra due gusci, che dal sesto scende per gli stipiti senza interruzione. Più in dentro spalle, architrave e lunetta completano l'ingresso rettangolare senza adornamenti. Una base comune abbraccia da ambo le parti tutti gli elementi componenti le pilastrature. Questo motivo della zoccolatura con lesene sporgenti è stato ripreso anche nel portale della seconda facciata pseudo gotica, a dimostrazione che probabilmente si trovava su un altro lato, e successivamente fu rimontato, visto che il lato di sinistra è stato completamente stravolto e inglobato nelle due navate aggiuntive.
Nel portale di Castel del Monte il linguaggio dei dettagli è poco rigoroso: l'architrave che posa su due leoni ha modanature che non presentano alcun riferimento all'arte classica. Così come i capitelli con piccoli bouquet di foglie, che si concludono in ganci sporgenti tra piccoli steli, mentre foglioline ancora nascenti fuoriescono dall'astragalo.
Un ulteriore elemento di collegamento tra i due portali è la mensola figurata di Santa Maria Maggiore, desunta dai cantieri federiciani della Puglia. Nel primo pilastro a sinistra all’interno della chiesa, navata centrale, altezza dell'arco trionfale per l'altare ottagonale, un coulot poggia al di sopra di una mensola formata da una testina, l'altro in corrispondenza, poggia un motivo floreale. In questo caso, il senso di solida e vitale presenza si è fatto ancora più concreto e certi passaggi, come le orecchie a ventola e il taglio tondeggiante del mento, lo sguardo fisso.

## Opere

### Chiesa di Santa Maria Maggiore di Lanciano

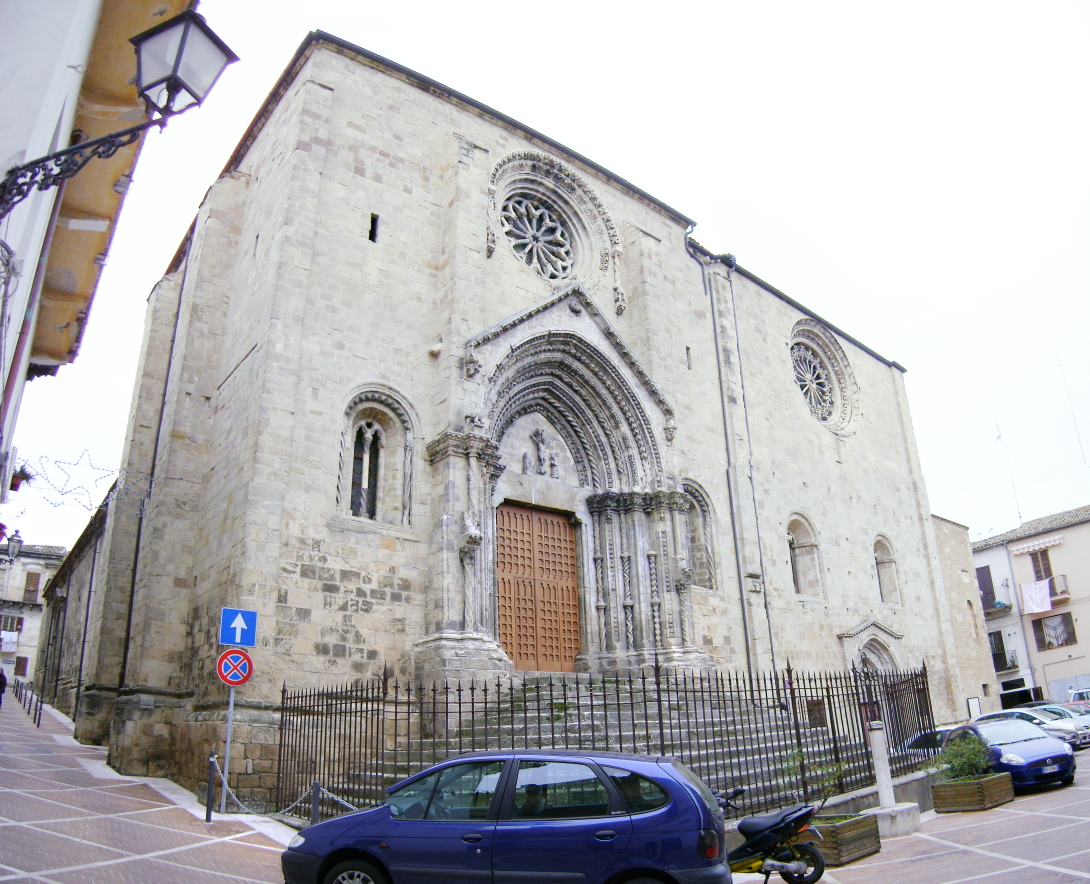
Le due facciate della chiesa di Santa Maria Maggiore

Santa Maria Maggiore come la si può vedere oggi venne eretta nel XIII secolo, citata per la prima volta nel 1227 nei documenti diocesani, come tempio sorto sopra un'edicola votiva, situata presso l'antico tempio di Apollo nel bosco sacro, da cui il nome del colle Selva sopra cui grandeggia il rione Civitanova, quartiere storico sviluppatosi dalla sovrappopolazione della Sacca, di poco più a nord, in leggero declivio collinare. Tuttavia, da come è evidenziato dall'arco romanico su via Garibaldi, la chiesa dovette essere stata fondata nel 1180 sopra le vestigia romane. Come ipotizza Filippo Sargiacomo, la chiesa avente la facciata originale rivolta verso via Garibaldi, di cui oggi resta solo il nartece con portale romanico (scoperto dopo che l'arco era stato murato nei secoli), doveva essere a salienti, con un rosone che sovrastava l'ingresso, e provvista di due campanili a torre, uno dei quali caduto in un terremoto del XVII secolo, come dimostra la grande base fortificata posta a destra del portale, all'incrocio di via Garibaldi con via Spoltore. Forse all'epoca della costruzione della nuova facciata di Francesco Perrini nel 1317 la parte romanica esisteva ancora, poiché all'improvviso la decorazione della cornice marcapiano si spezza, lasciando un vuoto, che mostra la conclusione dell'interno all'altezza dell'ingresso romanico del nartece, rozzamente coperto da mattoni tufacei, mostrante un architrave a capanna non perfettamente allineato con il prospetto, ma deviato più a sinistra sul campanile, come se cercasse un punto d'appoggio. 

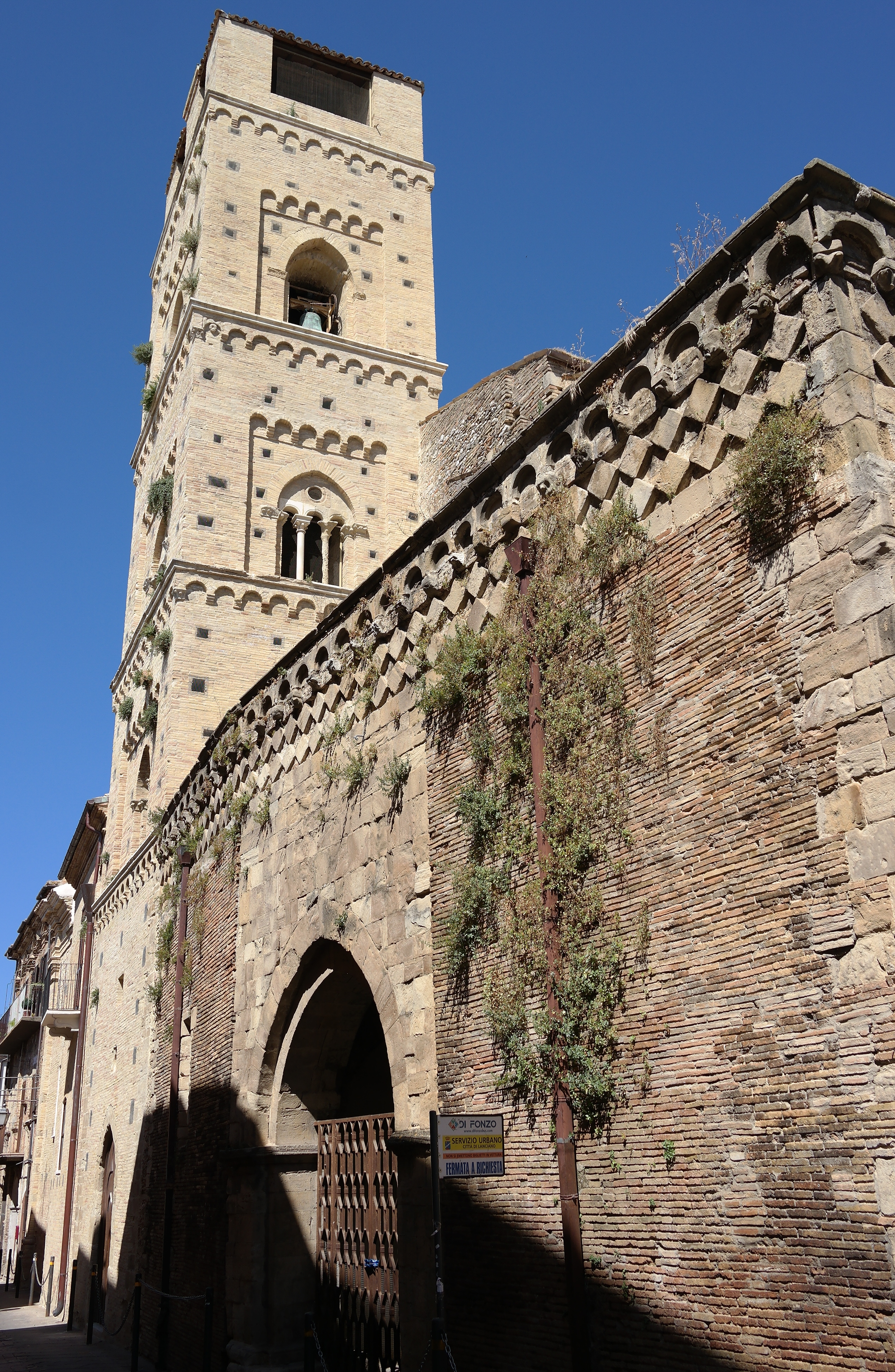
Via Garibaldi: il campanile e l'arco dell'antica facciata romanica

Nel 1540, con l'incremento dei benefici e della popolazione del quartiere, iniziarono i cantieri della nuova chiesa. Tali lavori si resero ancora più necessari dopo un terremoto della seconda metà del XVII secolo, che colpì la vallata, che comportò perfino una radicale ricostruzione della Cattedrale di Ortona. Nel 1545 divenne arciprete Fabio Florio, ma appena un anno dopo il vescovo Salazar nominò Antonio della Fazia. Vari arcipreti, con speciali poteri di officiare messe, si susseguirono con regolarità, svolgendo la nuova elezione alla morte di ciascuno di essi.
Le vicende architettoniche della chiesa, dopo i restauri barocchi, rimasero in stallo fino ai nuovi restauri del 1856 di Sargiacomo. Nel 1850 sotto la rettoria dell'arcidiacono Gennaro De Giorgio, la chiesa si presentava, come riferisce Sargiacomo, in buono stato, eccezion fatta per la navata centrale, che aveva mantenuto le fattezze gotiche con le volte a crociera, che presentava numerose crepe, e nella stessa sorte versava la navata laterale dedicata a Sant'Ignazio, mentre il muro circolare del capo altare, ossia il presbiterio attuale sopra la volta ottagonale, minacciava di cadere. L'arcidiacono De Giorgio ricavò una somma dal taglio delle querce di una sua proprietà e finanziò i lavori che dal 1856 vennero conclusi nel 1859. Sargiacomo presentò un progetto molto innovativo, che rispecchiava i tipici gusti del neoclassicismo e del revival neogotico. Il progetto prevedeva di ricoprire la parte gotica restante dei pilastri e delle arcate con intonaco bianco, pilastri che sarebbero terminati a capitello semplice o ionico, e di innalzare un monumentale altare per la Vergine in stile gotico a doppia faccia, collocato nel cappellone ottagonale ricavato dal precedente vano. 
L'ultimo parroco eletto per volontà degli abitanti di Civitanova fu don Ferdinando Ciaramella nel 1915, e da lì in poi la competenza passò al vescovo. Per l'aspetto attuale della chiesa, si dovrà aspettare il 1968-69, quando Mario Moretti liberò la parte gotica dal soffocamento dei nuovi pilastri classici d'intonaco, trovando anche tracce di affreschi, aperse nuovamente il portale romanico del nartece che era stato chiuso, smantellò l'altare gotico ottocentesco, e ricostruì il muro della navata laterale a sinistra, tamponando dunque il collegamento diretto della chiesa medievale con la nuova chiesa laterale barocca a due navate, che venne sconsacrata e adibita a sacrestia. In questi restauri venne realizzato un nuovo semplice altare in laterizio posto nel cappellone ottagonale, e conservata la semplice pavimentazione in mattoni realizzata da Sargiacomo.
I restauri di questo periodo tuttavia furono abbastanza maldestri, poiché nella ricostruzione per ricorrere ai ripari delle colonnine mancanti, come nella monofora a sinistra del portale di Perrini, e nella trifora del campanile volta su via Garibaldi sud, vennero realizzati dei falsi storici di modesta fattura. La parte superiore del campanile inoltre venne conclusa con una tettoria piramidale per evitare allagamenti.
La chiesa ha un impianto longitudinale, rettangolare irregolare, che consta di due corpi principali i quali verso la facciata si ingrandiscono in due blocchi quadrangolari di diversa grandezza, contraffortati da pilastri. Il blocco della facciata maggiore racchiude la cappella ottagonale dell'altare odierno, mentre l'altro della facciata pseudo-gotica racchiude la sacrestia. La sommità è un vero e proprio palinsesto delle vicende architettoniche della chiesa, poiché dal lato di via Spoltore il soffitto procede verso sinistra, guardando da via Garibaldi, in maniera regolare, con l'arricchimento di archi rampanti, passando da un primo strato (la navatella destra) al secondo, ossia la navata centrale, che accoglier anche la facciata romanica, e la navatella sinistra, murata da Moretti. 

Filippo Sargiacomo, che restaurò la chiesa nel 1856-59

Tuttavia dall'alto ci si accorge che il tamponamento è avvenuto in maniera tale da offrire una panoramica regolare dell'impianto interno, con forte discontinuità per quanto riguarda l'apparato esterno. Infatti all'altezza del campanile c'è un terzo grande vano rettangolare, che si collega con il secondo blocco quadrato della facciata cinquecentesca, col tetto a spioventi, che accoglie le due navate barocche della seconda chiesa sconsacrata, sopraelevato rispetto al comparto gotico, e provvisto a sinistra di un piccolo campanile a vela, e collegato a sinistra con vari edifici tardi che ospitavano le stanze dell'arciprete. Di questa sovrapposizione parla anche Gavini, descrivendo l'accesso alla chiesa gotica: l'effetto di stare in due chiese distinte collegate da un muro nella navata di sinistra, risulta dal fatto che nel tracciamento della nuova chiesa si prese per punto di partenza la pianta della vecchia, della quale si volle fare un ampliamento abbattendo la navatella di sinistra e riducendo le due navi rimaste a semplici navate laterali di un ambiente più grandioso.
Un lavoro simile al grande progetto della Cattedrale di Siena. Parlando dell'interno gotico borgognone, rimangono integri i piloni del lato di destra, mentre gli altri furono trasformati nelle tre facce. I piloni erano a croce latina, in cui le braccia formavano un pilastro a quattro arcate, due per archi divisori in terzo punto, e due per i trasversali di differente ampiezza. Il braccio più sporgente corrisponde al pilastro più alto, e conserva colonnine accantonate per andatura delle crociere d'ogiva. 

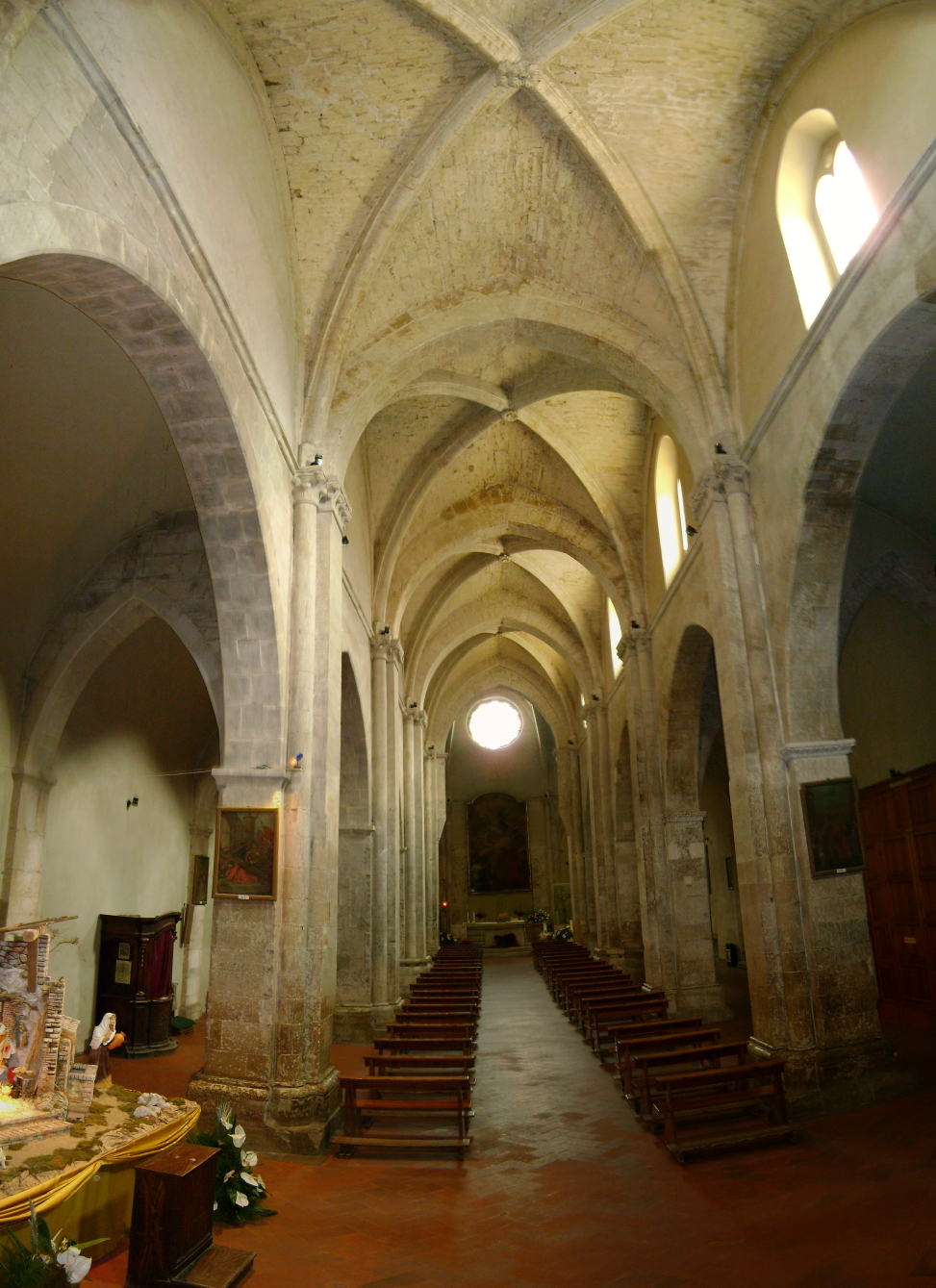
Interno della chiesa a tre navate

Da ambedue i lati, i pilastri rivolti all'altare salgono slanciati, al di sopra degli archi acuti divisori di destra, portando a fianco le due colonnette accantonate con basi comuni e capitelli legati tra una pilastrata e l'altra per mezzo di una cornicetta orizzontale: tali capitelli sono a doppio ordine di foglie piene lanceolate terminante a uncini fioriti in vario modo, seguendo la scuola francese.
L'arco di trionfo posa allo stesso piano dei pilastri trasversali, e si restringe con colonnelle addossate ai piloni, le quali non giungono fino a terra, e interrompendosi a mezza altezza, terminano in coulots, sostenuti da nascimenti in forma di testa umana. I capitelli sono cubici, raccordati col fusto grazie a foglie angolari. Con quest'arco di trionfo si entra nella cappella ottagonale, che si innalza per mezzo di quattro archi addossati e quattro tra cantone.

#### Facciata e rosone

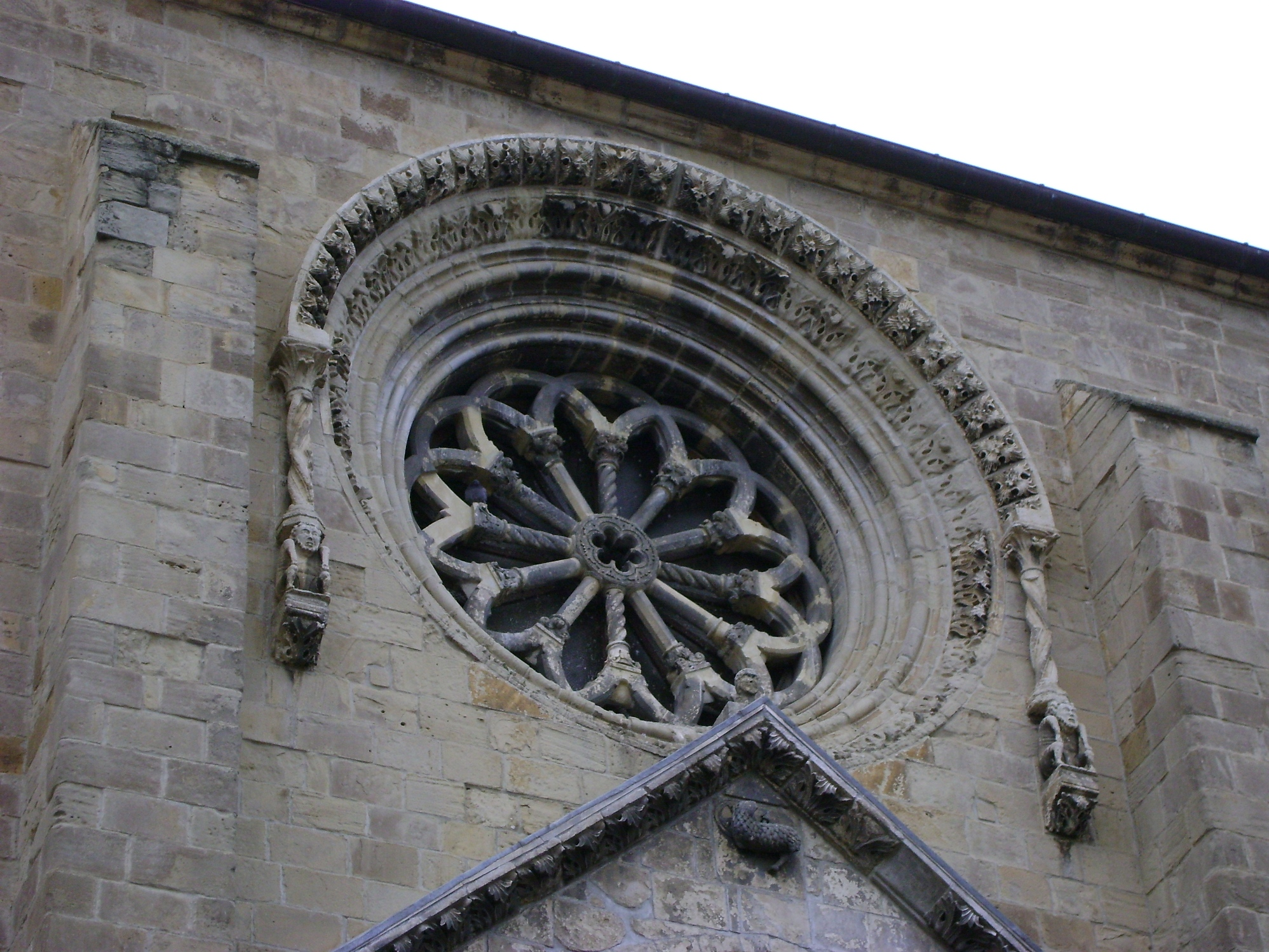
Veduta del rosone della facciata maggiore

Considerando la facciata principale di sinistra, è di chiara matrice borgognona, con una monumentale scalinata di accesso al portale, per via del declivio del Colle Selva verso il fosso Malavalle. Essa costituisce la summa dell'architettura trecentesca abruzzese nell'area frentana, trasformazione di quella che era la parte absidale della chiesa borgognona, come dimostrano i contrafforti, e anche il portale duecentesco, situato nella facciata pseudo-gotica di destra, a imitazione del portale federiciano di via Spoltore. Alla base si compone del portale troneggiante di Perrini, affiancato da due bifore borgognone, mentre sopra la ghimberga si trova il rosone, e sul contrafforte che separa la facciata dall'altra, la lapide dello sconosciuto Timorosus filius Magistro Precente, come riporta la mal conservata epigrafe accanto a una figura sacerdotale.
Il rosone segna un punto di svolta nell'architettura gotica, segnando un modello che verrà ripreso anche nella chiesa di Sant'Agostino: l'oculo con la cornice poggiante a due colonnine tangenti, sorrette da telamoni su stipiti. L'elaborazione della raggiera è molto ricercata, il punto focale ha la forma di un fiore circolare a sei arcatelle, con la cornice riccamente decorata da incisioni, da cui partono dodici colonnine dal fusto liscio a tortiglione, terminanti in capitelli decorati, da cui si dispiegano altre colonne che formano dei petali che s'incrociano tra loro, formando un elegante ricamo. Oltre agli elementi di strombo nel perimetro, ci sono i due cornici, la prima interna con le classiche foglie d'acanto, la seconda con i motivi a traforo e punta di diamante, da cui s'innestano le due colonne tortili, il cui punto d'attacco è segnato da due capitelli, che mescolano il crochet con altri elementi decorativi, mentre in basso poggiano su due figure bestiali con testa umana, stanti su semplici stipiti, ossia i telamoni.
L'originalità perriniana consiste nella decorazione della cornice a carnose punte di diamante, che corre per mezzo cerchio all'esterno della rosa, riproposta in forme diverse anche in Sant'Agostino. Perrini sembra risolvere in maniera più felice e originale la sfida di realizzare un'opera dove si amalgama il grottesco delle figure lamentose, e dolorosamente contratte nelle membra, come appunto i telamoni costretti a sorreggere il peso delle colonnine della cornice superiore della rosa

#### Questione del portale maggiore

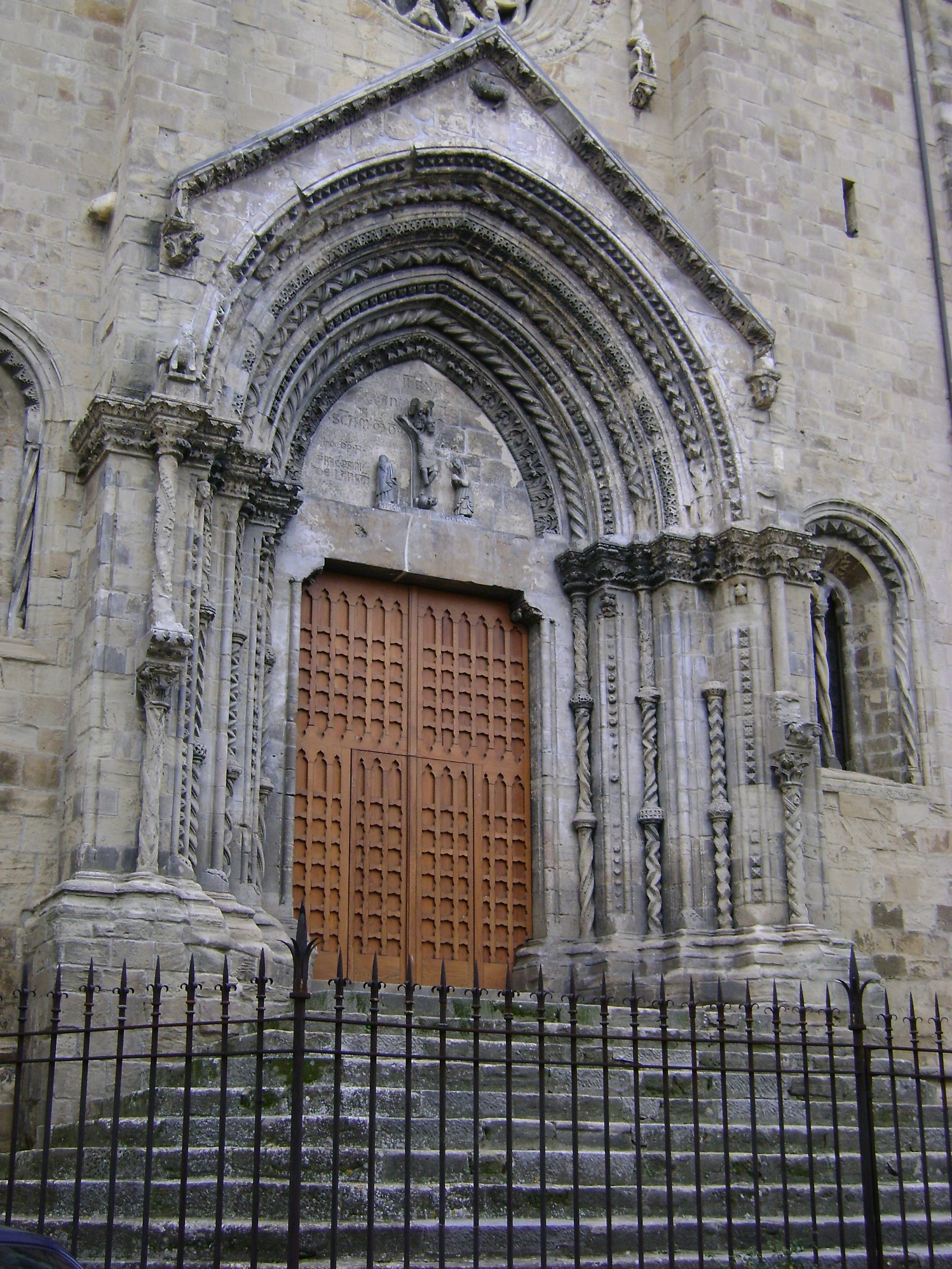
Il portale maggiore

L'archeologo e storico Franco Valente, domandandosi come sia possibile che nell'esempio del Duomo di Larino l'iscrizione, benché non citi l'architetto e l'esecutore, ma che tuttavia cita i committenti, il giorno, mese e data di ultimazione dei lavori eccetera, sostiene che l'unico autografo esistente del Perrini FRA(n)C(iscus) P(er)RINI fosse stato apposto dopo l'ultimazione della facciata, e in maniera non programmatica, creando un disordine compositivo con l'armonia della Crocifissione, sottolineando le sproporzioni dei caratteri, in totale disaccordo con lo stile armonioso e ricercato del maestro
Particolare della Crocifissione sul portale maggiore di S.M. Magg, di Lanciano, di Francesco Perrini. Prima di trattare del portale, si parlerà brevemente delle due finestre ad arco tondo, poste allo stesso livello di altre due finestre della seconda facciata, che conservano le stesse dimensioni, ma queste ultime mancano delle colonnine tortili. Nei cantieri di realizzazione della facciata nuova, si approfittò appunto dello spazio lasciato tra i due robusti contrafforti, per la costruzione del portale di Francesco Perrini, sporgente dal vivo della muraglia, in modo che i contrafforti aggettanti venissero incorporati nell'insieme.
Questa coincidenza determinò quell'effetto plastico che non sempre raggiunsero i portali abruzzesi, ricavati inoltre dalla grossezza delle mura, e poco sporgenti dalla cortina. Il forte risalto delle spalle permise a Perrini di ricavare una profonda strombatura, dove si alternano i tipici elementi costruttivi della scultura gotica. Il vano rettangolare è chiuso da pregevole infisso gotico con cassettonati ad arcatelle trilobate. Gli stipiti a spigoli arrotondati da bastoni terminano con mensole intagliate al di sotto con fogliame, e sostengono un architrave semplice sul quale la lunetta in terzo punto rientra alquanto nel vivo. Presso la lunetta si trova il gruppo della Crocifissione con al centro Cristo in croce a Y, con in posizione eretta appena dietro il capo un angelo acefalo, e al fianco del Redentore a sinistra la Madonna acefala, e a destra San Giovanni Evangelista, ognuno dei quali sopra un piccolo piedistallo: quello della Vergine reca la scritta ANNO, l'altro MCCXVII, e il resto del piano della lunetta mostra l'altra parte dell'incisione autografa in caratteri gotici.
Le figure sono piccole rispetto alla proporzione del fondo liscio della lunetta, per risaltare la drammaticità e la teatralità della scena. 
Le corrispondenze con la Crocifissione del portale di Larino sono evidentissime, innanzitutto dalla riproposizione dei personaggi più o meno nelle medesime posizione, eccezioni per l'angelo e per la figura del Christus patiens molto più accentuata e ricca di pathos a Larino; ma il decorativismo molto attento nei panneggi e nel volto del Cristo è tipico del maestro.
Le spalle del portale hanno tre risalti per parte, tre colonnine cantonali e altrettanti cordoni agli spigoli, dove Perrini volle sbizzarrirsi in multiformi elementi decorativi e ricca sagomatura. All'esterno le colonnine frontali sono divise in due ordini che, al di sopra della zona dei capitelli, hanno il loro prolungamento con altre colonnine allacciate a un coronamento a cuspide schiacciata. Queste del terzo, oggi prive dei fusti, sono rappresentate da basamenti con grifi portanti sul dorso le basette e capitelli ricchi di fogliame. Ogni tratto di fusto delle colonnine si muove in senso diverso con solchi profondi, girati a destra o sinistra, la spirale si interrompe a metà del suo corso per cambiare direzione. I fusti, dove non c'è spirale, prendono forma a spina di pesce, a bastoni fioriti, a nastri che si intrecciano, lunghe file di astrini e fiori quadrati a punta di diamante salgono su per gli spigoli dei risalti fino ai nascimenti e ai finali mascherati con figure di teste umane o animali grotteschi. Esattamente sotto la ghimberga, nello spazio che distanzia il vertice dall'estremo strombo, si trova la classica figura dell'Agnus Dei, come a Larino.
Conviene soffermarsi, tornando un attimo indietro, al Crocifisso della lunetta, poiché decisamente forti sono le somiglianze con una statua lignea posta all'interno della chiesa, ritraente sempre il Redentore in croce. L'opera si trova nella cappella di destra del lato di via Garibaldi, documentata nel 1676; i restauri del 1996 hanno testimoniato varie ridipinture della scultura, ma anche che l'opera è stata ricavata da un solo blocco di legno intagliato, con l'accezione delle braccia montate. Per D'Attanasio si tratterebbe dunque di una realizzazione coeva alla costruzione della facciata di Santa Maria Maggiore, e dunque alla stessa lunetta di portale, con il gruppo della Crocifissione, e probabilmente questo Crocifisso ligneo potrebbe appartenere alla bottega di Perrini, in base al combaciamento delle linee fisionomiche. 
La scultura del Cristo crocifisso è assai espressiva nel volto sofferente, e nella ricerca del particolare, come la peluria sotto le ascelle e la sottile venatura della pelle, soprattutto per la resa delle secche pieghe verticali del perizoma. I collegamenti tra la scultura tardo-trecentesca e il gruppo scultoreo di Perrini risiedono nella testimonianza della ripresa del modello della Crocifissione del 1317, insieme al gruppo della Cattedrale di Larino, soprattutto per quanto riguarda le braccia inclinate a forma di Y, e anche per lo studio anatomico del corpo, e del volto sofferente, della smorfia della bocca e degli occhi chiusi.
Particolare della Crocifissione a Santa Maria Maggiore, e la scultura del Crocifisso, nella cappella omonima dell'interno della chiesa, ascrivibile al periodo di realizzazione del portale maggiore.
E trattando sempre di modelli ispiratori, non si può tralasciare il fatto che lo stesso Francesco Perrini, in qualche maniera, fosse stato attratto dal portale romanico della vicina abbazia di San Giovanni in Venere, quello della facciata principale, detto “della Luna”, quando il cenobio era sotto l'autorità di Oderisio II. In sostanza il gruppo della Crocifissione di Santa Maria Maggiore, per la resa plastica delle figure e per l'espressività dei volti, avrebbe numerose connotazioni di rimando all'opera dell'artista che lavorò sotto il patronato dell'abate Rainaldo, che eseguendo la Deesis del cenobio di San Giovanni in Venere, insieme alle Storie di san Giovanni Battista, scolpite tra il 1225 e il 1230. Questo gruppo è piuttosto ordinato e regolare, a differenza dell'altro delle storie dell'Antico Testamento, che fu più volte rimaneggiato, presentando anomalie; ciò che interessa però maggiormente all'analisi è il gruppo della lunetta del portale con Cristo in trono affiancato dalla Vergine e dal Battista.
La scelta centrale del soggetto non è stata casuale, ma in modo da comunicare immediatamente il programma religioso, e rappresentare il proprio potere, mediante il linguaggio schietto delle immagini, così come nel 1176 si era fatto a San Clemente a Casauria per volere dell'abate Leonate, il cui portale era diventato un modello da seguire per molte altre abbazie abruzzesi e molisane.
L'opera di Rainaldo del cenobio di Fossacesia si rifà ancora alla matrice bizantineggiante del romanico benedettino, per quanto riguarda l'aspetto della Madonna; la sua testa come quella del Battista e del Cristo è sproporzionata rispetto all'anatomia fisica, il panneggio è pronunciato e ben rifinito, così come le vesti delle altre due figure. Il Cristo è rappresentato in maestà, assiso sul trono, stringente in una mano un rotolo, forse un Vangelo, mentre con l'altra benedice, ha lo sguardo proteso in avanti verso l'osservatore. Si può soltanto dire che, vista l'espressione del volto del Redentore ancora ieratica, priva dell'espressività tipica di Perrini, per la realizzazione del gruppo di Santa Maria Maggiore a Lanciano, la Deesis di San Giovanni in Venere possa essere stata inclusa nel processo di amalgamazione e reinterpretazione dell'artista di Lanciano della resa anatomica dei corpi e l'espressione accentuata dei volti, il quale seguì sì questo modello, per l'impostazione centrale del Redentore tra Maria e un santo o un apostolo, riprendendo il modello del panneggio. Ma per la composizione delle figure i modelli, come si sa, furono decisamente altri, poiché lo stesso gruppo del magister di Fossacesia è una reinterpretazione abruzzese di modelli già preesistenti, come è stato osservato per le analogie delle storie del Battista con quelle della basilica di San Zeno a Verona.

### Chiesa di Sant'Agostino a Lanciano
La mano di Francesco Perrini lavorò anche ai portali e i rosoni delle altre principali chiese di Lanciano, e benché non rechino la sua firma, è stato possibile riconoscere con certezza i lavori del portale e del rosone della chiesa di Sant'Agostino, della rosa di Santa Lucia, e forse il portale della chiesa di San Nicola, poiché anche in questo caso ci fu la creazione di un ingresso completamente diverso dall'originale, avente arco romanico, posto in un piccolo slargo a ridosso di via Garibaldi.
Iniziando dall'esemplare più notevole e ricco dopo Santa Maria Maggiore, si parlerà del complesso degli Agostiniani.
Il convento venne realizzato nel 1313 benché i terreni fossero stati concessi ai monaci una quarantina d'anni prima. Questa data è ricavata da un'iscrizione presso il pozzo che reca:

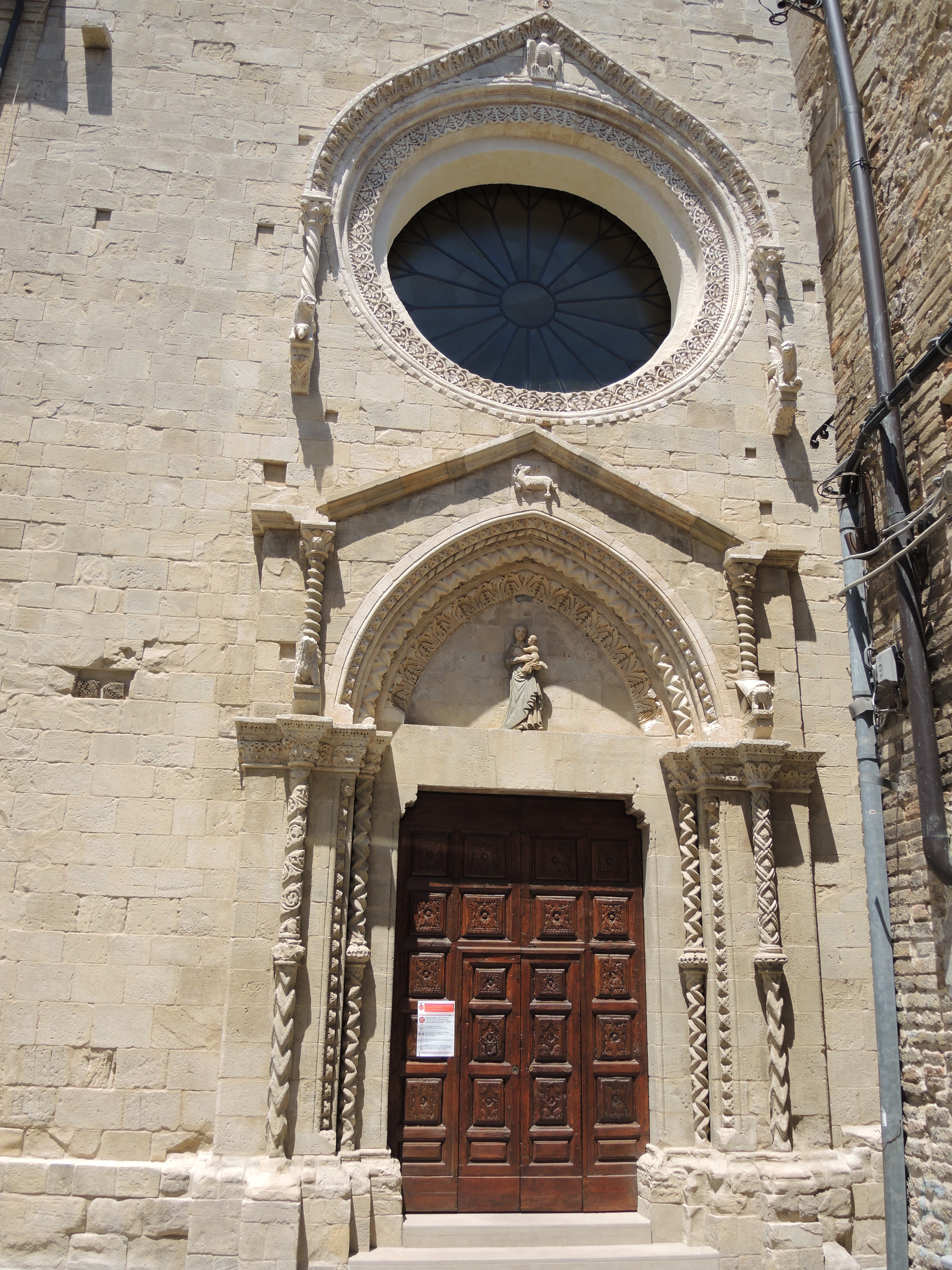
Facciata della chiesa di Sant'Agostino, portale e rosone

...Anno milleno
                                                                                                                                               ...CCCI 3 Ind. XI Deo

...Uno, e Trino... hoc

...Opere pleno
Prima del 1426 a papa Martino V, i monaci Agostiniani chiesero un nuovo complesso, poiché il loro sito di Santa Maria del Monte fuori le mura in località Sciacquarella, fuori Porta Civitanova.
Il convento fu restaurato varie volte, e di originale resta solo la facciata in stile gotico, di cui si parlerà nella descrizione, insieme al campanile quattrocentesco in stile tipico lancianese, in pietra gialla e con le tipiche cornici a zigzag. Secondo Sargiacomo la presenza di un giglio e di un'aquila sul prospetto lascerebbero intendere che il convento agostiniano fu fondato sopra una chiesa già esistente al tempo di Carlo d'Angiò,
Particolare dell'aquila Agioina sopra la cornice del rosone di Sant'Agostino, prima e dopo il restauro del 2019.
Poiché la figura dell'aquila è legata al casato francese, ipotesi sostenuta anche dalla vetustà della scultura della Madonna col Bambino presso la lunetta, fatta risalire a prima della facciata gotica del Trecento. 
Il convento è citato nel 1583 quando era posseduto da padre Agostino de' Merulis da Offida, quando stabilì che la vicina stalla, dove nel 1280 avvenne il prodigioso miracolo della Ricicarella (localmente de “lu Frijacrìste”), dovesse essere trasformata in oratorio. La stalla potrebbe essere stata posseduta dai baroni Gigliani, che avevano il palazzo più a nord nella strada dei Frentani, con l'ingresso sovrastato dalla scritta “O amice omnia vanitas”. 
Nel XVIII secolo la chiesa, a causa di un terremoto, venne ristrutturata in stile barocco dagli stuccatori Girolamo Rizza e Carlo Piazzola, i quali crearono una sorta di cerniera-impalcatura addossata alla muratura medievale, rispettando perfettamente lo schema della navata unica con volte a crociera. Nel 1807 il convento fu soppresso, vent'anni dopo vi furono riunite le confraternite di Lancianovecchia: San Biagio, San Lorenzo, San Giovanni e San Martino, mentre l'unica confraternita rimasta in attività era quella dei santi Simone e Giuda Taddeo, in ricordo della presenza delle reliquie degli apostoli. Benché il convento avesse continuato la sua attività fino alle leggi napoleoniche, l'ordine degli Agostiniani non esisteva più già dal 1654 con bolla di Innocenzo X.

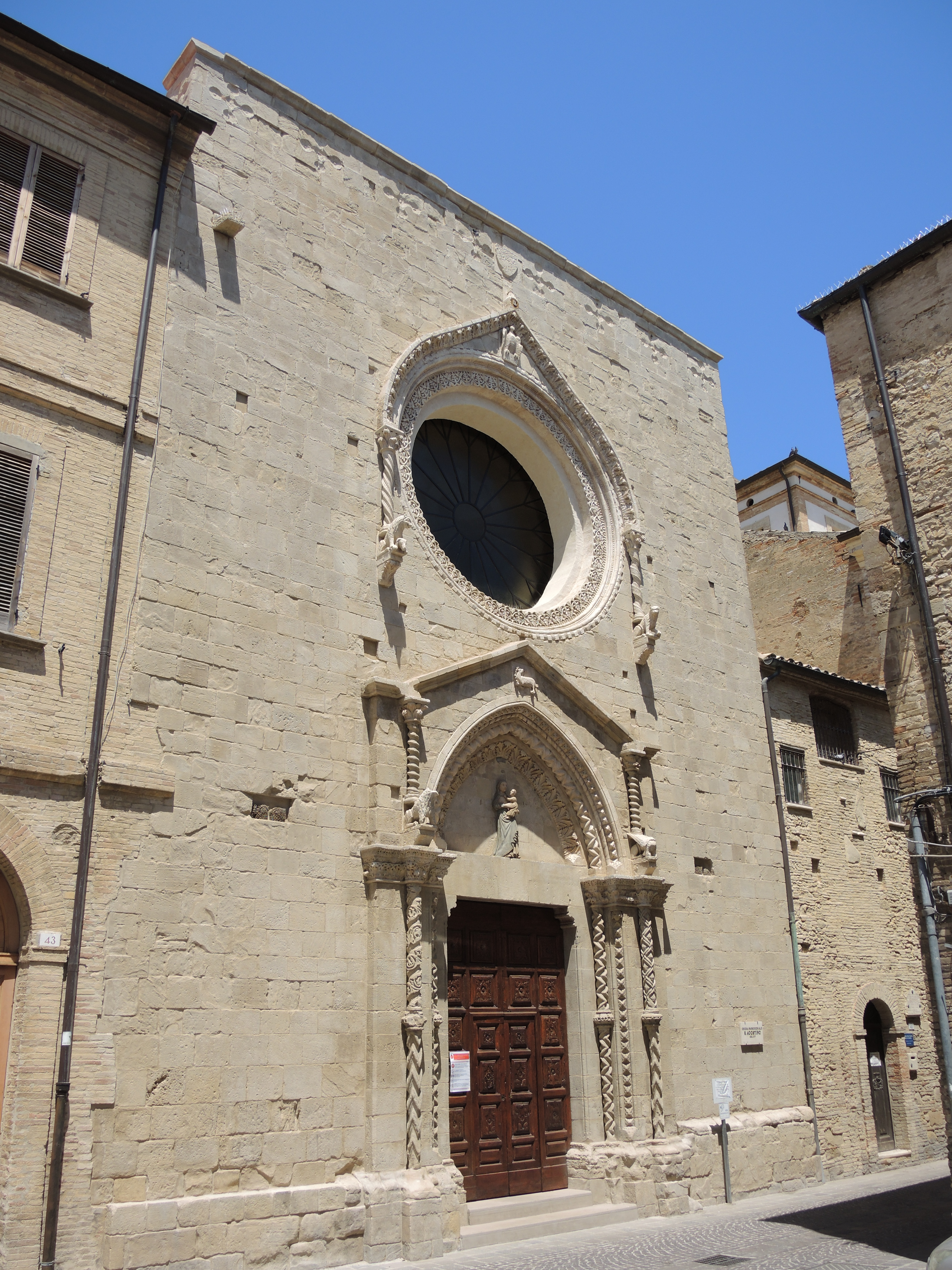
Prospetto di Sant'Agostino

Di interesse, come detto, è la facciata gotica in blocchi di pietra squadrati, dove, come si legge da Gavini, è manifesta tutta l'opera di Perrini, che poté creare con maggiore libertà il tipo della piccola facciata rettangolare. Leggendo il portale è evidente che Francesco Perrini scelse per l'ordine mendicante un modello più sobrio rispetto allo sfarzo di Santa Maria Maggiore, con una strombatura modesta, con un solo passaggio tra gli stipiti interni ed esterni, e con una sola coppia di colonnine a separarli, divisa in due tronconi con nodo intermedio, nascenti da due leoni a sbalzo sul paramento lapideo.
Presso la lunetta, un tempo decorata da un affresco con iscrizioni ancora in parte evidenti, c'è il gruppo della Madonna col Bambino che aiuta a definire la personalità e il ruolo di Perrini. La stesura dei panneggi, l'alta fisionomia dei personaggi, la ricercatezza della decorazione dei volti conferma la paternità dell'autore, nonché esemplare conferma dei rapporti di Perrini con l'arte gotica abruzzese che lo ha preceduto: evidenti sono i rimandi alla scultura della Madonna della Vittoria di Scurcola Marsicana76, a sua volta ispirata alle Madonne franco-angioine, per la precisione nel movimento dell'anca verso destra per mostrare più dinamismo, la ricercatezza dei particolari, la forte espressività dei due volti, il dinamismo del Bambino che con la destra si sorregge ai capelli della Vergine e poggia la sinistra sul petto della madre.
Uno studio del professor Alessandro Tomei approfondisce la particolarità della Madonna di Scurcola, già studiata da Pietro Toesca, che la attribuiva a un modello decisamente di matrice francese, a differenza di giudizi immediati riguardo ad un modello toscano, mentre Giovanni Previtali tentò un nuovo approccio sulla possibile origine del modello umbro-toscano, collocandola in data di realizzazione al primo Trecento.  Tuttavia la presenza molto forte dei modelli del Regno di Napoli, in quell'epoca in mano agli Angiò, a L'Aquila è visibile negli esempi della Madonna di San Silvestro e della Madonna di Fossa con tabernacolo dipinto a due ante, e dintorni nella seconda metà del XIII secolo, come la testimonianza di altri manufatti in loco e nel Reatino, porrebbero una soluzione certa a questi dubbi sui relativi modelli di provenienza, soprattutto per le caratteristiche già dette della resa plastica, e per alcune caratteristiche che hanno molto in comune con le Madonne francesi dell'ultimo quarto del Duecento, come la rotazione del busto, le mani del Bambino aggrappate alla chioma della Vergine, caratteristiche rintracciabili nella Madonna del Louvre del 1265-70,  o nella statua della Madonna della chiesa di Saint Martin a Bayel.
In conclusione, la Madonna della Vittoria risulta un prodotto di interpretazione e fusione di vari modelli francesi già esistenti, perfettamente incanalati e leggibili in una sola opera di pregio nella Marsica.
Agli elementi di sperimentalismo e maggior cura dell'ornato, tornando alla questione dei portali di Perrini, si aggiungono numerosi collegamenti dei trafori a motivi vegetali e geometrici sulle colonnine, perfettamente ispirati al modello originale di quelli presenti sulla chiesa di Santa Maria Maggiore. Presso la facciata ci sono decorazioni piatte: una targa da stemma e quattro croci laterali ottenute con cinque scodelline di maiolica invetriata.
L'ipotesi che Perrini fosse a direzione di una sua bottega, dove i ruoli erano divisi è data dal rosone di Sant'Agostino: in Santa Maria Maggiore la cornice che cinge l'oculo in grandi foglie d'acanto trova una ragione d'immediato confronto con quella che borda il timpano sottostante, nel caso di Sant'Agostino il legame si crea tra la cornice fogliata che sormonta l'oculo e quella subito a ridosso della lunetta del portale, segno di continuità operativa ma anche del gioco combinatorio che presiedette alla scelta dei motivi e alla loro distribuzione.  Sull'innovativa cornice si sofferma anche Gavini, ipotizzando tuttavia che nel finestrone si ritrovino molte parti che sembrano esser state prese dalla facciata di Santa Lucia, parlando di “scuola di Lanciano”, e tanto che se ne ripetono le forme, ossia le mensole su cui posano i leoni, le colonnine soprastanti, probabilmente per cercare una spiegazione alla mancanza di una delle colonnine pensili della chiesa del rione Borgo, e la modestia lampante dei due telamoni antropomorfi.
La novità di Sant'Agostino e Santa Maria Maggiore sta nella cornice, molto simile a quella della cattedrale di Bitonto, ossia con la porzione superiore che va a poggiare su due colonnine tangenti alla circonferenza, rette da elementi poggianti su mensole. Questo motivo venne ripreso da Perrini anche per i cantieri di Santa Lucia, San Leucio e San Pardo. Quelli di Santa Maria Maggiore sono telamoni simili alle sculture della lunetta del portale, stilisticamente assai espressivi, memori di quelli sul portale della Cattedrale di Ortona.
A Sant'Agostino si usano ancora i tradizionali leoni stilofori, ma il nuovo sta nella porzione superiore, dove la cornice viene sollevata con un andamento a cuspide, che permette di inserire nel piccolo spazio sottostante un'aquila ad ali patenti. Il trasformismo del cantiere di Perrini inerente alla cornice sopra il rosone verrà riproposto anche nel Duomo di Larino. Per il suo portale di Sant'Agostino, benché non ci sia l'autografo, in vista delle corrispondenze con gli esemplari di Santa Maria della Civitella e di San Tommaso a Ortona è possibile farlo risalire almeno posteriore di qualche anno al 1321

### Chiesa di Santa Lucia Vergine e Martire a Lanciano
La chiesa di Santa Lucia è la terza dove Perrini lavorò sicuramente, dato che si conserva perfettamente la rosa, senza evidenti manomissioni posticce, né ricostruzioni pseudomedievali come accadde per gran parte dei rosoni abruzzesi nel corso del Novecento. Questa chiesa è una delle più antiche di Lanciano, eretta nel quartiere Borgo sul Colle Pietroso per la sovrappopolazione, con decreto di papa Alessandro IV. Nel 1250 fu eretta la nuova chiesa sopra il tempio di Giunone Lucina, elevata a parrocchia sette anni più avanti. Come sempre le descrizioni di Sargiacomo sono molto rilevanti per leggere alcuni pezzi di storia della chiesa andati perduti, come l'iscrizione del 1490, anno di un probabile restauro, che era intagliata su una delle travi del soffitto, prima del totale rifacimento neoclassico. La chiesa originaria era anche provvista di cupola, crollata per un terremoto nel 1627, entro cui fu trovata una lapide con l'iscrizione latina:

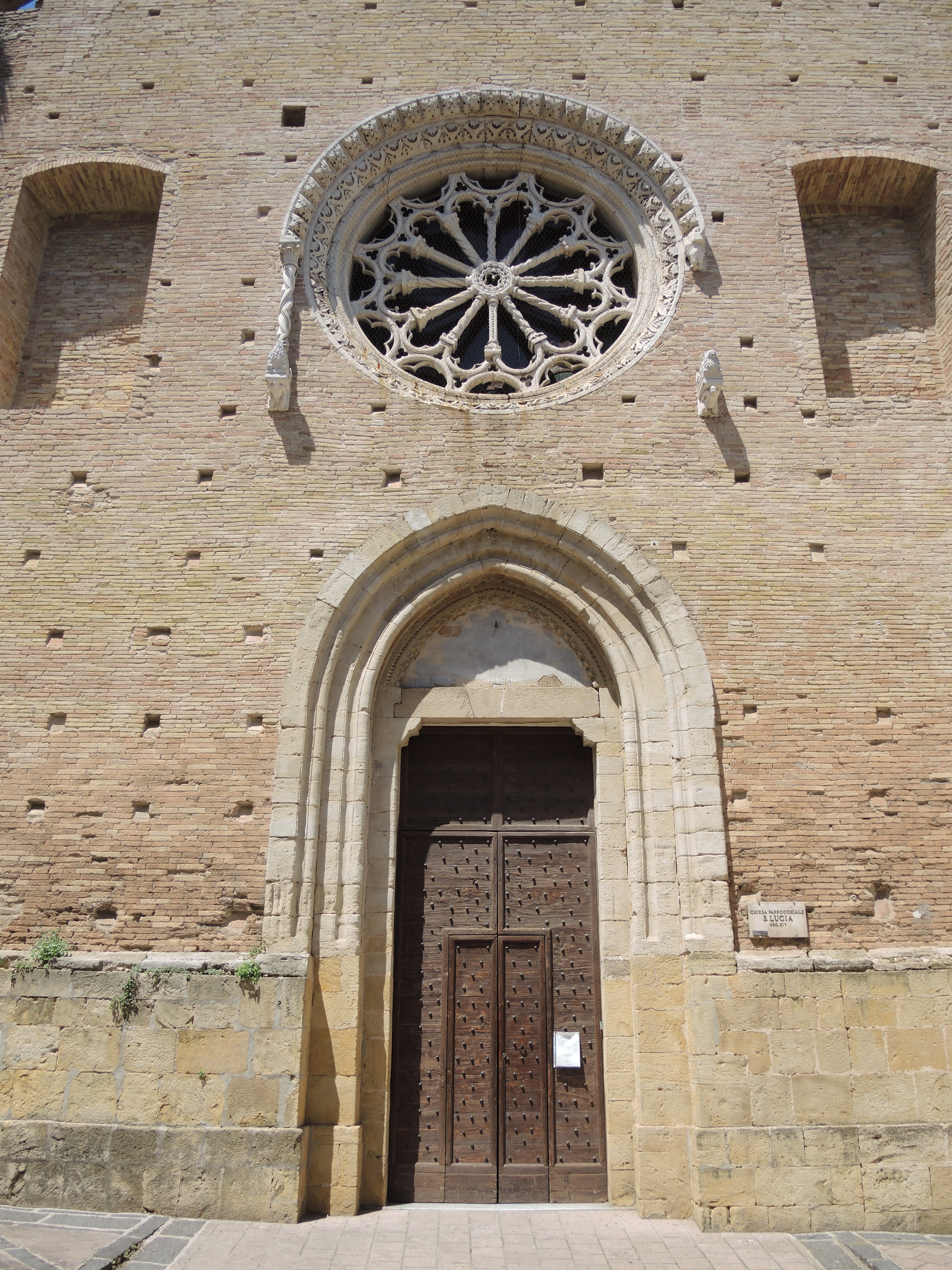
Prospetto della chiesa di Santa Lucia

Indictione Octava
                                                                                                                                       Edis Lucine distructe ruine 

Surgunt beate Lucie ticate 

Anno millesimo, trecentesimo quinquagesimo 

Archipresbiter Usserius memoriam       
                                                                                                                        ac istam primam  
                                                                                                                                          quam posuit lapidem benedixit
Nel corso dei secoli la chiesa venne più volte restaurata, accorpando vari edifici, e tale stratificazione è visibile lungo via Fieramosca, dove la chiesa risulta ruotata in posizione obliqua rispetto alla facciata principale che volge sul corso Roma, in modo che la navata unica interna curvi leggermente verso destra, pur mantenendo un impianto rettangolare. Nella stratificazione posteriore è ancora visibile un ingresso medievale ad arco gotico semplice, mentre Sargiacomo parla di finestre gotiche laterali.
Caratteristica particolare di questa chiesa è la presenza di ben tre campanili, due a vela barocchi, e la torre maggiore posta accanto alla facciata, con base in blocchi di pietra, e il resto, troncato all'altezza dell'architrave perché incompiuto, in muratura. Sotto questa torre fino al 1676 era possibile seppellire gli appestati, successivamente fatto chiudere dall'arcivescovo Carafa. Inoltre il campanile pare esser stato eretto intorno al 1575, data presente sulla campana maggiore.
I grandi lavori di risanamento totale della chiesa ci furono dal 1859 al 1866 durante il rettorato di don Domenico Sciascia, sempre ad opera di Sargiacomo. La descrizione della chiesa è abbastanza impietosa: un vano con tetto di legno ad aula unica, con addossate a coppia per lato nicchie a mo' di altare, alcuni in muratura altri in legno, più l'altare maggiore a nicchia di Santa Lucia.
Nella descrizione anche il pavimento era malridotto, e andando in fondo si trovano ancora oggi le vestigia della vecchia chiesa medievale con pavimento rialzato rispetto al livello stradale, e dove era ancora possibile vedere il rudere della cupola di San Marco con enormi pilastri e finestre gotiche, più l'ingresso ogivale di via Fieramosca. L'unicità di questa chiesa, come le altre storiche di Lanciano, sta nel fatto che anche l'architettura della stessa è un palinsesto di varie riedificazioni, e appunto su via Fieramosca è possibile comprendere quanto l'edificio antico fosse molto più grande di questo: innanzitutto l'impianto rettangolare doveva prevedere tre navate, e non era obliquo rispetto alla strada parallela al corso Roma, il corpo in mattoni cotti, provvisto di due grandi pilastri della vecchia cupola che inquadrano il portale gotico, s'interrompe sulla destra, lasciando spazio a un edificio più minuto, ossia il retro della chiesa attuale con la finestra del presbiterio, mentre a sinistra, presso il vicolo del fianco, è ancora possibile leggere due monofore gotiche sulla scia di Santa Maria Maggiore, alte e strette, dalle quali s'intravede l'antico presbiterio provvisto di arcate ogivali.
Questo corpo è stato completamente murato con i lavori di Sargiacomo, che consistettero nel lasciare i pochi stucchi degli artisti Girolamo Rizza e Carlo Piazzola nella cappella della Misericordia, ricostruire il pavimento eliminando la risalita in direzione dell'attuale via Fieramosca, dando maggior linearità nel deambulatorio, benché sia di molto sopraelevato al livello stradale di via Fieramosca, per il declivio del colle Pietroso, rispetto al livello stradale di corso Roma. Successivamente l'interno fu risanato con realizzazione di una nuova volta a botte lunettata, di altari in stile neoclassico, alternati a grandi paraste con capitelli ionici, e con restauro del cappellone della Divina Misericordia.

#### Portale e rosone di Santa Lucia
Perrini lavorò soltanto al rosone in questo cantiere, poiché il portale è piuttosto modesto, coevo al cantiere di San Francesco d'Assisi più in basso, e a quello della scomparsa chiesa della Santissima Annunziata, che fu traslato dopo il 1819 all'ingresso dell'Arcivescovado. Tutto sommato tali portali sono precedenti ai lavori di Perrini almeno di una cinquantina d'anni, ragion per cui l'artista completò la rosa, espandendo la ricerca del particolarismo specialmente nella raggiera, rendendola molto simile a quella del Duomo di Larino. Non è riproposta la cornice di Sant'Agostino a cuspide, ma ugualmente la mano di Perrini è riconoscibilissima nell'insieme di motivi a punta di diamante e traforo nel perimetro dell'oculo, e nella cornice circolare esterna che poggia sulle due colonnine a tortiglione, sorrette da telamoni piuttosto anonimi rispetto alle ricercate figure di Santa Maria Maggiore e Sant'Agostino.
Evidentemente il compito di realizzazione passò a un altro artista della bottega, poiché alcune analogie sono evidenti con le sculture, anch'esse modeste per lo stile di Perrini nel cantiere atessano. La raggiera della rosa di gran pregio sembra segnare una svolta nello stile di Perrini rispetto al motivo di Santa Maria Maggiore, e presenta somiglianze con San Leucio di Atessa, soprattutto nei ricami più esterni di ciascuno spazio della suddetta raggiera prodotto dalle colonnine tortili. Secondo Gandolfo, la bottega di Perrini utilizzò schemi innovativi per l'esecuzione della raggiera, fin troppo per quelle di Santa Maria Maggiore e San Pardo di Larino, tanto da ritenere l'opera il prodotto di una seconda corrente estranea alle linee perriniane più classiche e contenute. Ipotesi fornita anche dalla diversità dei telamoni, più flessi e morbidi nei tratti, a differenza della ruvidezza tipica delle figure statiche e severe di Perrini.

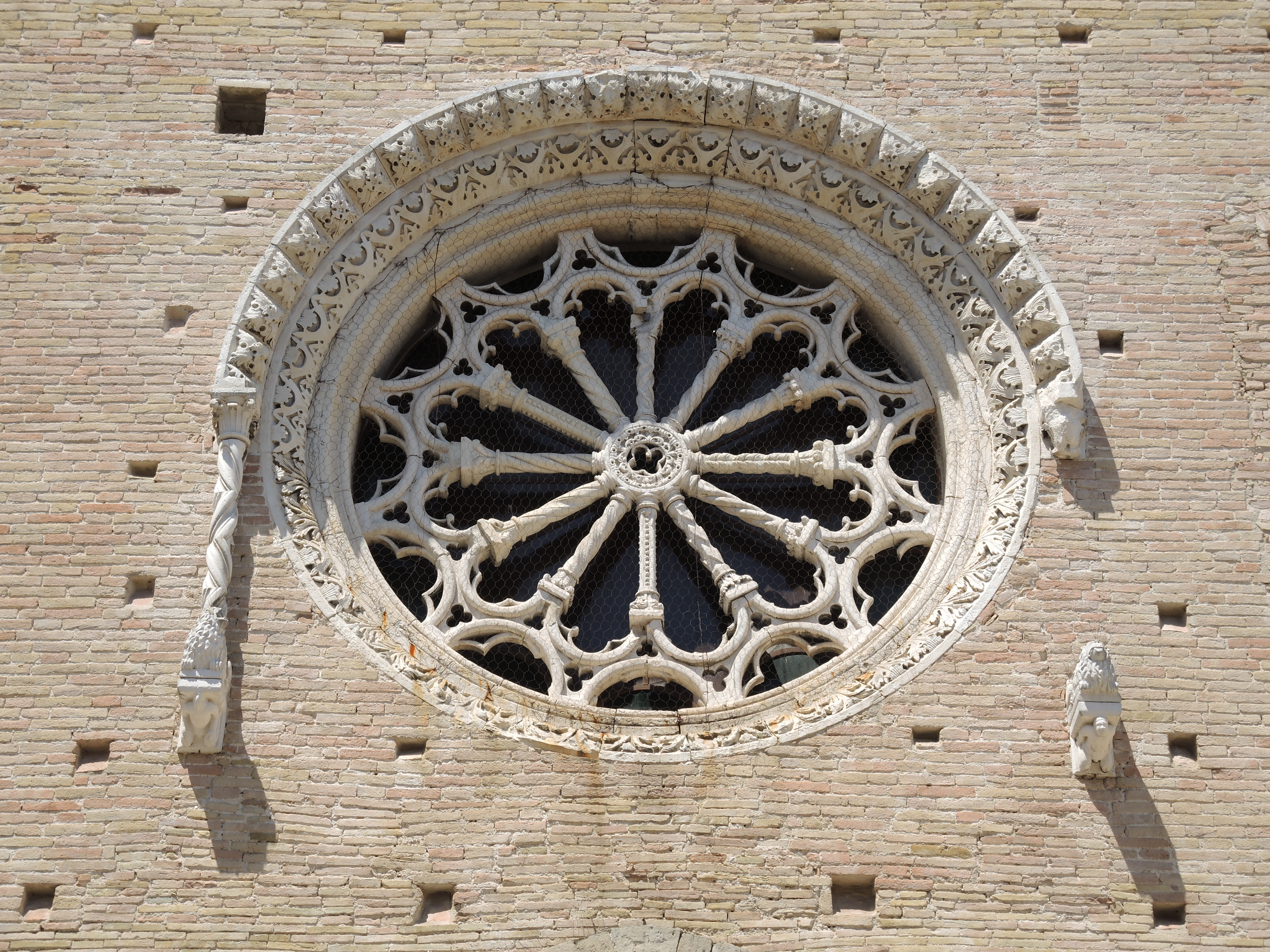
Il rosone di Santa Lucia

### Duomo di San Leucio vescovo di Atessa
Dalle cronache di Tommaso Bartoletti e dalla testimonianza (probabilmente oculare) di Vincenzo Bindi, si apprende che il portale del duomo di San Leucio di Atessa fosse datato 1312; l'iscrizione oggi è scomparsa. I lavori di recupero del 1935 e quelli del secondo dopoguerra hanno cancellato la preziosa datazione sulla lunetta, insieme all'antico fasto barocco-gotico della facciata, riportando l'impaginato a una vaga appartenenza al gotico originario. La leggenda sulle origini della chiesa, narra che il vescovo Leucio da Brindisi, venuto in Italia da Alessandria in Egitto, essendo di passaggio nell'agro atessano, combatté e uccise il feroce drago che dimorava nel Vallone di Rio Falco, mietendo vittime innocenti. La storia ha diverse varianti, come riportato anche dallo storico Giovanni Pansa, e l'esistenza della bestia sarebbe un pretesto per celebrare il mito dell'unione delle due città longobarde di Ate e Tixa, che in effetti nacquero come piccoli castra longobardi, dotati di fortificazioni e torri di guardia, e separati da un fosso paludoso che corrispondeva all'attuale piazzale P. Benedetti.
Il drago avrebbe dimorato proprio nella spelonca del Rio Falco, di cui esiste anche una stradicciola sotto la piazza che porta al sagrato chiesa di San Giovanni Battista; con l'uccisione del mostro, San Leucio permise l'unificazione tanto agognata delle due cittadine, e nel punto del colle dove avvenne la battaglia e la fine del dragone, il vescovo volle l'edificazione di una chiesa in ricordo dell'avvenimento, staccando successivamente una costola dal cadavere, e donandola alla cittadinanza. Al di là del mito, l'autenticità di questa costola che ha sollevato vari dibattiti, con l'aiuto dei moderni studi scientifici, è data allo scheletro di un Mammuthus primigenius, della specie che popolava l'area milioni di anni fa.
Un documento del 1027 ci testimonia una ricca donazione del conte Attone, figlio di Trasmondo di Chieti (conti longobardi) in favore della chiesa di San Leucio, fra cui gran parte dei beni ricevuti in permuta dal preposto di Santo Stefano in Lucana93. Ossia un monastero oggi distrutto che sorgeva alle pendici del Monte Pallano, vicino Tornareccio, tra i cenobi più influenti dell'area frentano-vastese, dopo San Giovanni in Venere. Altre successive donazioni, permute e lasciti, documentati negli archivi farfensi, avranno sempre al centro come beneficiaria la chiesa di San Leucio, che riceve anche, nel 1117, da papa Alessandro III, la prepositura nullius diocesis. Il documento che la attesta è molto controverso ed è stato al centro di plurisecolari lotte e contenziosi con il vescovo di Chieti. La vicenda si risolve e si conclude solo nella prima metà dell'Ottocento.

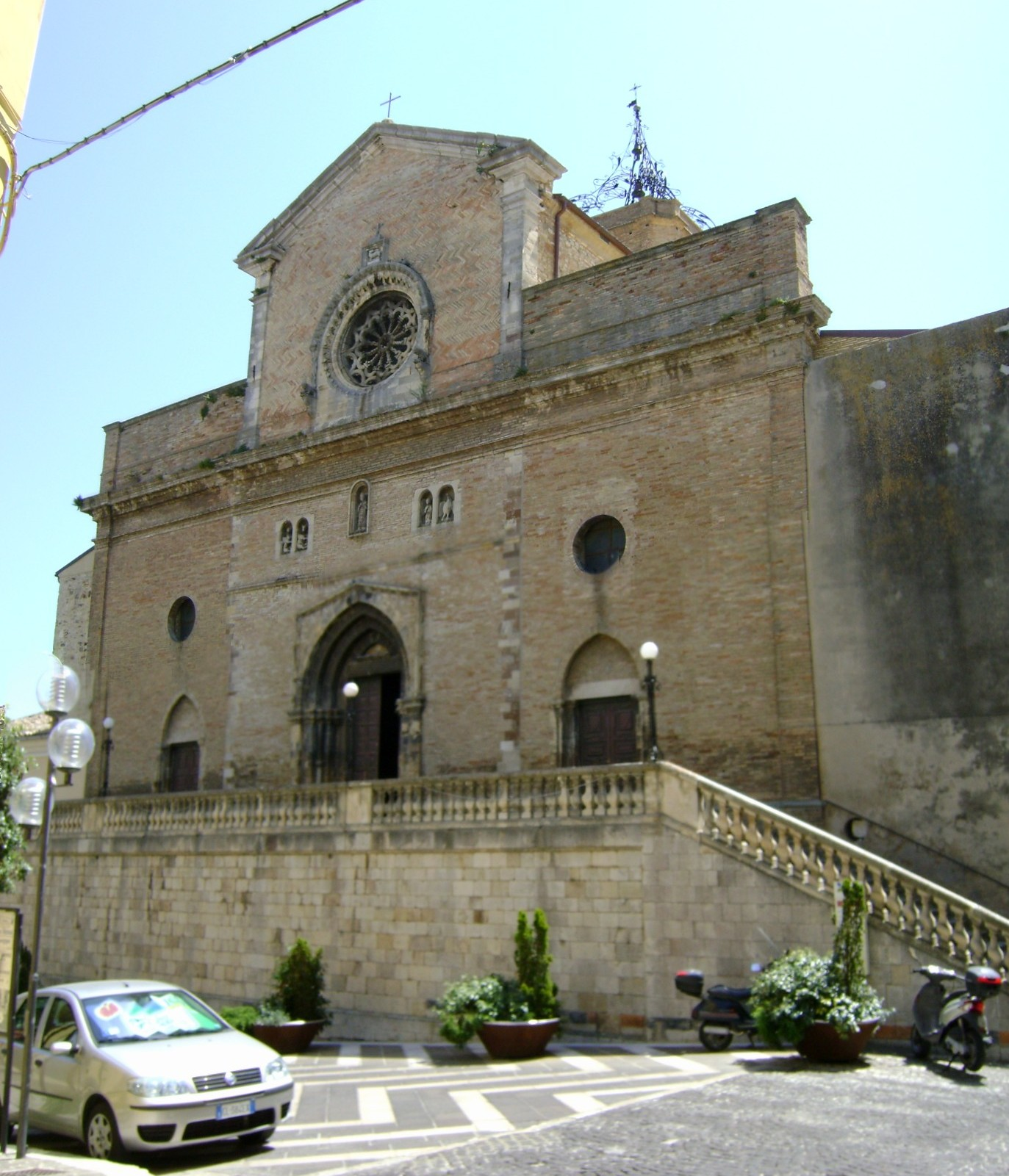
Prospetto della Cattedrale di Atessa

La facciata della chiesa primitiva, ad una sola navata, orientata ad est, nel XIII-XIV sec., subisce radicali modifiche: il portale di ingresso viene ri-orientato nella posizione attuale e la chiesa, a croce latina, viene arricchita di due navate laterali. All'epoca di tali ristrutturazioni sono sicuramente da ascrivere gli affreschi che anticamente ornavano le pareti. Una singolare testimonianza al riguardo viene fornita da recenti ritrovamenti: agli inizi del terzo millennio, smontato il coro ligneo, sottoposto a restauro, è stato rinvenuto nella zona absidale un frammento di affresco rappresentante una processione eucaristica con ostensione dell'Ostia Magna, sormontante l'altare principale. Ai lati dell'affresco sono state rinvenute anche due nicchie decorate con gli arredi della mensa eucaristica, in perfetto stato di conservazione e con la cromia originaria.
Altri preziosi elementi medioevali si possono leggere ancora integri sulla monumentale facciata della chiesa. Nel 1312 ci fu il restauro della facciata in stile gotico, e un ampliamento a tre navate dell'interno, come è ancora oggi dimostrato, con l'aggiunta in epoca barocca di altre due laterali, i cui ambienti corrispondono con le due falde estreme del prospetto esterno.
Innanzitutto bisogna precisare che l'aspetto attuale della facciata non è conforme al progetto originario, tanto per parlare della diversa posizione delle coppie di monofore con i Quattro Evangelisti, disposte prima del 1935 due a due ai lati del rosone, e non sopra il portale in linea comunicativa con la nicchia grande di San Leucio. Tuttavia confrontando le facciate di San Leucio e San Pardo, è probabile che la posizione attuale delle coppie di nicchie fosse l'originale, riflettendo sul rapporto che si crea tra quelle figure e la figura nella nicchia centrale: San Leucio ad Atessa e l'Agnus Dei a Larino, nel gruppo appena sopra la rosa. E tali ipotesi è suffragata dalla presenza dell'Agnello crucifero racchiuso in una cornice quadrata, che avrebbe potuto benissimo far parte di quel sistema presente a Larino, mentre non sembra avere rapporti con il Crocifisso che lo sormonta, di matrice molto più rozza.

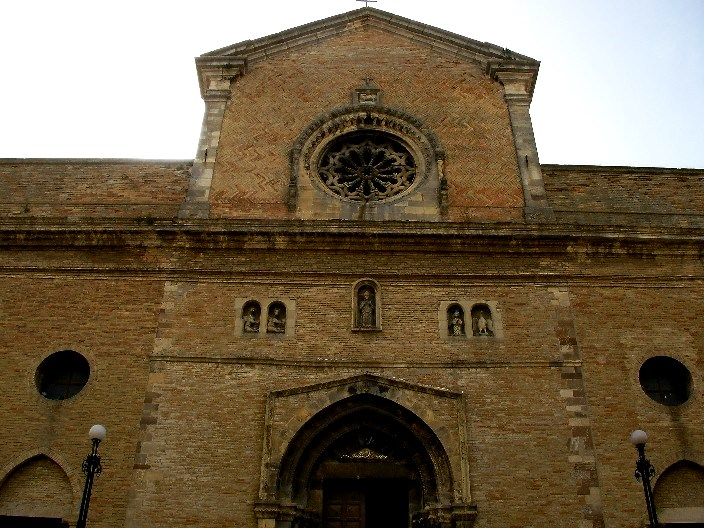
Facciata del Duomo: il rosone, le due coppie di bifore con gli Evangelisti, i tre portali

Quasi tutto il prospetto è caratterizzato da muratura in opus spicatum, più muratura destinata ad essere intonacata, come avvenne prima del restauro, piuttosto che per un fine monumentale, tanto che Gandolfo la definisce una “struttura cinquecentesca che ingloba al suo interno in condizione di reimpiego sparsi resti di quello che era l'ornato della struttura medievale”, di cui appunto resta poca traccia, come il tratto di parato lapideo sotto il rosone. Ed i restauri invasivi del Ventennio, realizzati più per ossequio al gusto medievale che per analisi filologica, non hanno fatto altro che scoperchiare l'apparato murario preparatorio per l'intonacatura, avvilendo inoltre gli unici elementi che davano un dinamismo all'impianto piuttosto schematico, le due false estreme curvilinee.
E di fatto ciò che ha parte oggi di tale facciata, sembra essere più una modesta ripresa del gotico fastoso di Francesco Perrini, per il carattere estremamente statico, asciutto e ingessato dell'insieme. Di tale scorticatura degli intonaci in cui si tenta di mettere in risalto il profilo più caldo del laterizio se n'accorse anche Moretti, e anche lui è concorde nell'individuare la parte più antica nel rosone ispirato ai cantieri lombardi, con uno spinato di laterizi più particolareggiato.

#### Portale maggiore del Duomo di Atessa
Il settore centrale si erge racchiuso tra due lesene lapidee su cui s'imposta direttamente la cornice inclinata di coronamento. Una cornice marcapiano, oggi molto meno aggettante di quella barocca, divide in due i piani, quello di base con tre portali e la decorazione di nicchie, mentre al livello superiore, in corrispondenza del settore centrale del portale maggiore, si erge il secondo livello terminante con timpano triangolare, e nel cui centro figura il rosone. Se la datazione è 1312, il portale apparirebbe come l'ennesima riproposta del gotico d'ispirazione federiciana, senza nemmeno troppi abbellimenti, frutto di un artista ancora inesperto, oppure come sostengono altri, appartenere a una fase d'intervento precedente all'intervento del maestro. Infatti il rosone si distanzia completamente dalla monotona costruzione e divulga le innovazioni che Perrini portò nel secondo decennio del Trecento, poiché è ripreso in gran parte l'apparato decorativo semplice e sincero di Santa Maria Maggiore: la rosa è decorata da foglie d'acanto, e l'oculo è inquadrato in una cornice più grande a punte di diamante poggiante su due colonnine sopra leoni stilofori, a loro volta stanti su stipiti sorretti da telamoni, mentre questa volta al centro della cornice l'elemento soprastante non è un'aquila bensì il più tradizionale Agnello crucifero.
Il portale si differenzia tuttavia dalla mano di Perrini, dai primi esemplari frentano-teatini del gotico tardo duecentesco, in base alla netta scansione in archi acuti fortemente risegati, dei quali quello relativo al vano interrotto da un architrave, concluso all'esterno da cornice a timpano nascente da lesene rettangolari dalla doppia cornice in funzione di capitello. Anche Moretti attribuisce la paternità del rosone con le sue colonnine radiali e trafori a Francesco Perrini, e in mancanza di fonti certe lo fa risalire intorno al 1320. Naturalmente tra i vari fattori che caratterizzano tale convinzione c'è tutta l'eleganza dei capitelli corinzi ben scolpiti, la delicatezza nelle colonne tortili, il particolarismo anatomico nelle figure dei leoni.
Il gruppo del Tetramorfo sulla facciata, e al centro la statua di San Leucio. Il gruppo è stato così rimontato dopo il restauro del 1935.
Per Gandolfo non appartenente a Perrini ma a un suo imitatore o a un secondo artista di bottega, apparterrebbe il gruppo degli Evangelisti o del Tetramorfo, poiché è assente il garbo del maestro nella resa dei dettagli, e le figure simboliche dei santi sembrano raggiungere appena quel grado sufficiente di anatomismo, senza però sfiorare il dinamismo perriniano. Gandolfo individua come spurie anche le teste dei telamoni del rosone. Infatti c'è anche un rifiuto dell'uso del capitello crochet in favore di una soluzione più semplificata del capitello corinzio. Da un lato dunque l'ispirazione lontana ai canoni perriniani di questi scalpellini, come dimostra soprattutto la resa inespressiva dei telamoni, dicasi lo stesso anche per i telamoni di Santa Lucia a Lanciano, dall'altro la conferma che Francesco Perrini ebbe dei seguaci, come si evince dai bassorilievi di recupero montati sulla barocca facciata di Santa Maria Maggiore di Vasto.
Ossia un leone reggi-croce e due leoncini stilofori che riflettono il modello perriniano del muso tondeggiante, dalla finta ferocia, dalla lingua protrusa, la criniera a ciocche piatte e appuntite. La figura umana di San Matteo benché rispecchi i canoni dell'arte perriniana, non è del maestro, perché per quanto l'espressione possa mostrare la consueta staticità, con occhi dilatati, gote pronunciate, la resa è troppo espressiva ed esageratamente grottesca, come i leoni di Vasto frutto di interpretazioni stilistiche troppo esotiche per Perrini. 

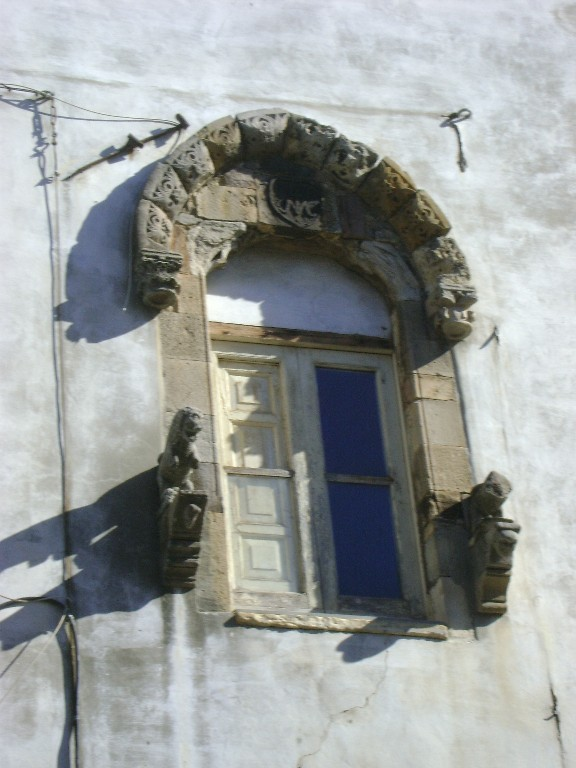
Finestra gotica di Palazzo De Marco ad Atessa, in Largo Castello, da alcuni attribuita a Petrini

Leggendo il modesto Crocifisso sopra l'Agnus Dei, si capisce che il suo autore fu lo stesso che scolpì la figura di Matteo, che ha vistose somiglianze anche con la testa del telamone: un'immota resa metallica delle forme che ricaverebbe il suo modello proprio da Francesco Perrini. La scelta di disporre le quattro figure dentro nicchie appare grossolana, specialmente come si vede nelle figure del bue di Luca e del leone di Marco, seduti in modo innaturale, come se fossero state incastrate apposta in maniera raffazzonata, figurando con le zampe tese in avanti, sistema di collocazione del tutto diverso per l'aquila di Giovanni e la figura angelica di Matteo.
A Francesco Perrini è stata attribuita anche la finestra medievale della cosiddetta “casa De Marco” in Largo Castello, ma l'assemblamento maldestro dell'opera, che per altro potrebbe non appartenere alla struttura, ma magari a un'altra, non lascia trasparire l'idea che Perrini possa essersi cimentato anche nell'architettura civile. Come per le sculture di San Leucio, anche qui potrebbe trattarsi di un suo imitatore, a giudicare soprattutto dalla povertà stilistica dei telamoni e del leone stiloforo meglio conservato, che mostra tratti di freddezza e semplificazione dei dettagli ancor più evidenti del san Matteo della Cattedrale. La finestra ha un arco ogivale con cornice superiore in blocchetti di pietra mal tagliata in traforo con figure vegetali, poggiante su capitelli fogliati le cui colonnine, che poggiavano sui leoni stilofori, sono andate perdute.

### Basilica concattedrale di San Pardo e della Beata Vergine Assunta a Larino
Nel 1075 il conte Roberto donò alla basilica il monastero di Santa Maria in Aurola, e il documento che descrive i confini, parla anche di un restauro delle strutture. Un nuovo grande restauro che definì l'aspetto della facciata ci fu nel XIV secolo, con il portale datato 1319, e nell'anno successivo San Pardo venne deposto sotto l'altare maggiore. Nel 1492 fu nuovamente spostato di collocazione, altri lavori di restauro si ebbero nel XVII secolo, quando nel 1696 l'arcivescovo Bonifacio spostò dall'altare l'urna di San Pardo perché i muri minacciavano il crollo. Lavori corposi all'altare si ebbero nel 1733, quando Monsignor Giovanni Andrea Tria fece nuovamente ricollocare le reliquie.
Nei primi anni del Novecento tuttavia si cominciò a ipotizzare un restauro conservativo che potesse ristabilire un collegamento tra esterno e interno, restauro dapprima filologico, e poi critico negli anni Trenta, con il proposito di cancellare le aggiunte barocche. Il processo di recupero della facies medievale fu lungo. Nel 1931 ci furono interventi per garantire la staticità della cattedrale, e successivamente la Soprintendenza catalogò gli interventi barocchi da eliminare. Nel 1947 fu approvato il consolidamento di tutti i capitelli in pietra, scrostando la calce e le sovrastrutture che li coprivano. Nel 1950 tuttavia iniziarono i lavori, nel 1952 s'iniziò la rimozione degli altari barocchi e delle varie suppellettili, restaurando inoltre le finestre, riconferendole il taglio gotico. Sulla parete perimetrale di destra riaffiorarono alcuni affreschi del Trecento-Quattrocento. Durante i lavori al pavimento furono scoperti importanti reperti come capitelli e bassorilievi, terminati nel 1954 con l'abbassamento del livello del deambulatorio, ricollocandolo allo stato originario. Il 30 marzo 1955 la cattedrale fu riaperta al pubblico nelle vestigia attuali.
La chiesa si presenta a pianta longitudinale rettangolare con tre navate, senza transetto e coro piano, la copertura della navata centrale è a capriate lignee, sulle navatelle si susseguono volte a crociera costolonate. La facciata a coronamento orizzontale si colloca obliquamente, con forte scarto, rispetto all'asse della costruzione. Dall'area presbiteriale sino alla seconda coppia di sostegni l'impianto ha sviluppo regolare e simmetrico; a questo punto sembra che l'andamento obliquo della facciata abbia imposto all'architetto l'espediente di celare la forte asimmetria dei valichi, scandendo il lato meridionale con tre arcate, con quattro il settentrionale.
La facciata è a coronamento orizzontale, di chiara ascendenza abruzzese, nella parte inferiore si allarga un grande portale gotico strombato con timpano, nella parte superiore si apre il rosone con archivolto su colonnine pensili, posto fra due ariose bifore laterali, incorniciate pure da timpano. Vari sono i rimandi all'architettura abruzzese e a quella pugliese federiciana, ed evidente il debito verso le grandi architetture cistercensi di Santa Maria d'Arabona, Santa Maria della Vittoria, San Giovanni in Venere, e Santa Maria Maggiore a Lanciano.

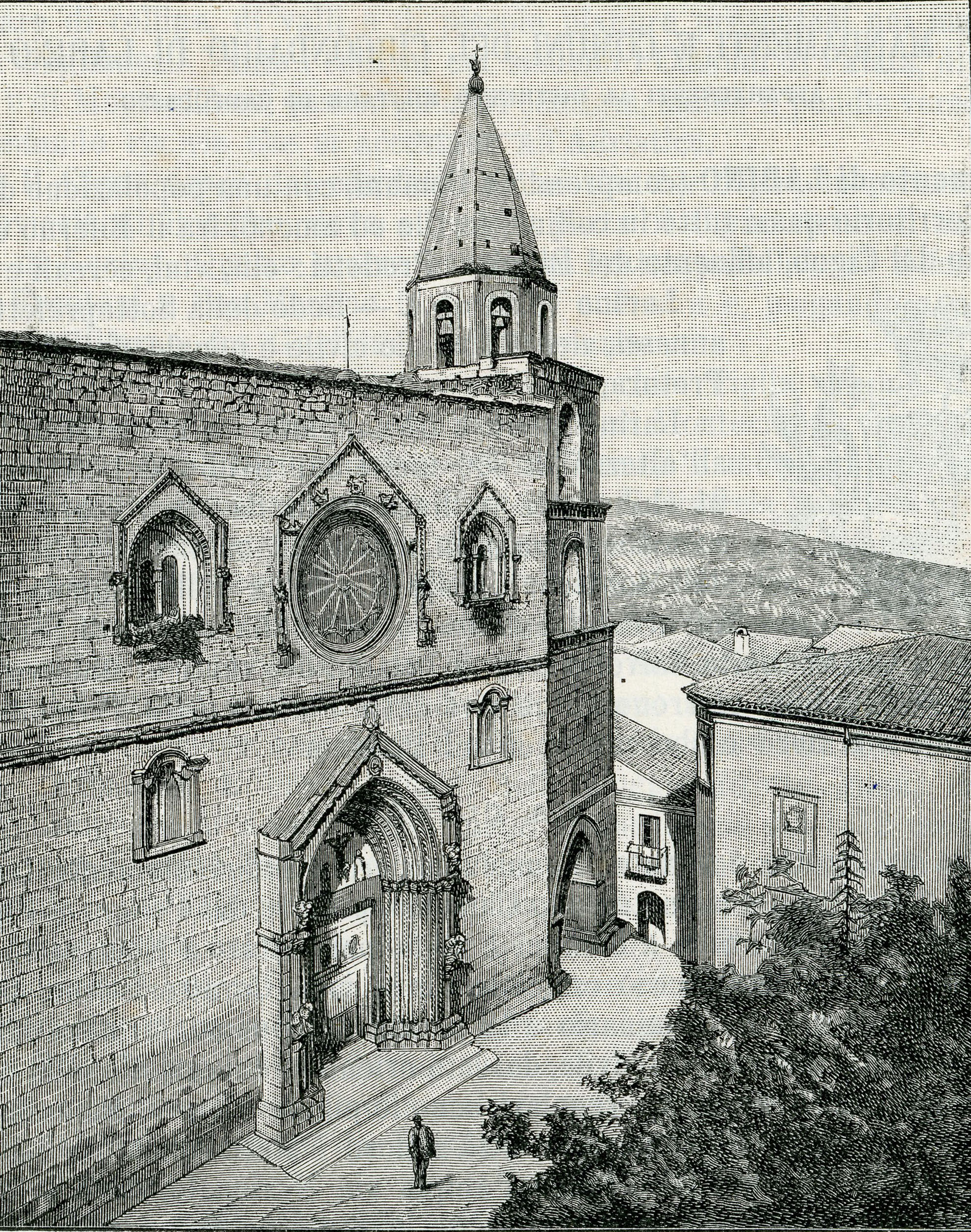
Incisione ottocentesca della Piazza del Duomo a Larino

Gruppo della Crocifissione sul portale maggiore del duomo, con sotto l'iscrizione che accerta le fasi principali della sua edificazione.
Sull'architrave del portale del duomo si legge la data 1319, e si ipotizza che tale datazione riguardi solo la data di conclusione del manufatto, mentre il resto della facciata potrebbe esser stato ultimato più avanti. L'iscrizione recita:
La prima parte è relativa al giorno, mese ed anno in cui furono terminati i lavori: A.D. MCCCXIX ULTIMO IULII. Era, dunque, il 31 luglio 1319. La seconda dice che Giovanni XXII era il papa che in quell'anno risiedeva in Avignone: PONTIFICATUS DOMINI NOSTRI IOANNIS P.P. XXII.
La terza che Roberto d'Angiò regnava da 3 anni: ANNO III REGNORUM SERENISSIMI REGIS ROBERTI. La quarta che vescovo della diocesi di Larino da 11 anni era Raone De Comestabulo: ANNO XI SUB PRAESULATU RAONIS DE COMESTABULO HUIUS CIVITATIS. Manca il nome dell'architetto.
Circostanza curiosa secondo Franco Valente, poiché ad esempio sulla facciata di Santa Maria Maggiore a Lanciano, la più famosa opera di Perrini, non c'è un'iscrizione tanto completa quanto quella di Larino.

#### Il rosone del duomo di Larino
Il contesto di Larino è identico a quello di Lanciano, ossia l'iscrizione è collocata in rapporto con la lunetta, dunque con le stesse conseguenze in relazione ai tempi di esecuzione della facciata. Mentre si realizzava la chiesa di Santa Maria Maggiore a Lanciano nel 1317, si stava anche realizzando la cattedrale di Larino, consacrata nel luglio 1319, poiché è improbabile che un edificio di tali dimensioni si fosse potuto realizzare in due anni. A causa anche dalla grande distanza tra Larino e Lanciano, Perrini si occupò soltanto della facciata, a differenza del cantiere più esteso della chiesa lancianese.
Indubbiamente il portale è di Perrini, dove si percepiscono al pari di Santa Maria Maggiore la sua precisione nel taglio della pietra, nel modellamento delle figure e nell'eleganza delle misure. Il portale stesso è una ripetizione di quello di Santa Maria Maggiore. Nella lunetta il maestro ripete il tema della Crocifissione, migliorando il rapporto con l'architettura, alzando l'angelo che incorona Cristo e ribaltandone la posizione in piedi, dietro la testa, ma in atto di scendere in volo; inoltre il capo di Cristo è reclinato a sinistra, dando maggior patetismo alla scena, benché le analogie siano evidenti con l'altro gruppo lancianese.
Sul piano stilistico le figure dolenti della Vergine e di San Giovanni ricalcano lo stile della Madonna col Bambino di Sant'Agostino a Lanciano, che conferma comunanza e contemporaneità delle realizzazioni. La grande novità di Larino sta nel rosone, dove Perrini sviluppa il rapporto tra l'oculo e la cornice a raggiera, che lo abbraccia nella porzione superiore. L'uso della decorazione a foglie della rosa è tuttavia diverso dalla classica foglia d'acanto, e sembra che Perrini avesse usato il modello abruzzese della palmetta di Casauria, ripresa anche da suoi estimatori per la chiesa collegiata di San Giovanni Battista a Ortona dei Marsi (AQ)
Tal novità è fornita dall'andamento della cornice a cuspide esagonale, riprendendo il tipo di soluzione tradizionalmente usata nei portali, in modo che lo spazio creatosi possa essere occupato dal gruppo del Tetramorfo attorno all'Agnus Dei. La lettura e l'attribuzione a Perrini anche di questo gruppo scultoreo è data dai rapporti con la figura dell'angelo di san Matteo, il volto largo, inespressivo, e il panneggio ricadente con righe ondulate. Secondo Valente, Perrini, non inserendo il proprio nome sull'iscrizione, realizzò un autoritratto nella figura del santo.
Le due bifore ai lati del rosone riprendono quelle laterali del portale principale di Santa Maria Maggiore. Ma si caratterizzano per una nuova enfasi monumentale, nonché maggior conservazione, con animali stilofori a reggere le colonnine; una struttura a timpano incornicia le due aperture, analoga a quella che abbraccia il rosone. Altra variante è rappresentata da protomi umane, una maschile e l'altra femminile, seguendo lo schema iconografico tipico del Duecento, a reggere le colonnine sulle quali si appoggia il sistema poligonale. Nei cantieri di Lanciano è assente la testina umana che chiude il percorso, all'apice superiore, delle bande decorative che smussano lo spigolo degli stipiti. Benché ci siano dei dubbi, anche questo lavoro è di Francesco Perrini perché i volti delle protomi per via del modulo facciale dilatato, degli occhi spalancati e fissi rimandano in modo indiretto alle sculture della lunetta del portale, ribadendo l'unilateralità progettuale ed esecutiva della facciata di Larino

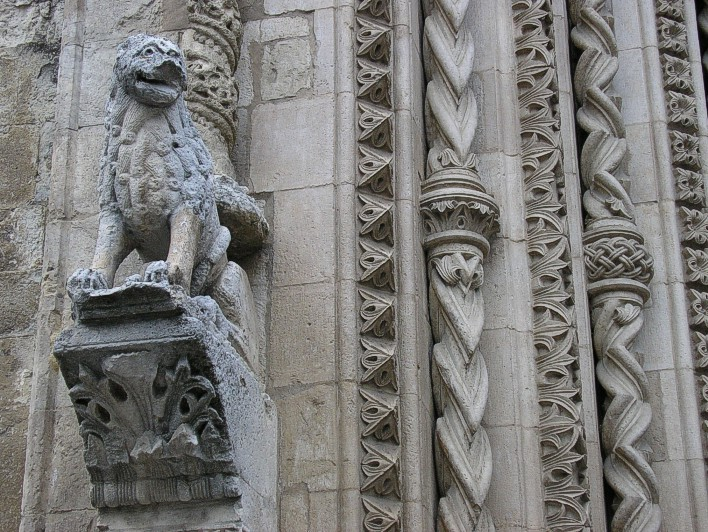
Portale del Duomo di Larino, particolare di un leone stiloforo

Il gruppo del Tetramorfo attorno all'Agnus Dei, si trova sotto la cuspide del timpano del protiro. Da recenti studi è da interpretare la scelta delle figure, cogliendo dei chiari significati circa il contesto storico-artistico del luogo. L'Agnello è una figura presente nell'Apocalisse di Giovanni, inoltre è l'emblema più noto di Cristo sacrificato, e venne usato nell'arte bizantina ravennate, nella croce gemmata di Giustino II, nelle opere di Paolino da Nola ecc. Nella facciata di Larino il primo agnello è collocato all'interno del timpano del portale, e non vi sono altre figure se non un grifone alato al di sopra delle cornice, che ghermisce con gli artigli un animale, e fu usato anche in sostituzione della più tradizionale aquila. Questo particolare dunque fa riferimento all'inizio dell'ascesa di Cristo sacrificato.
L'area del rosone di Larino rappresenta un contesto autonomo che trova diretta corrispondenza nelle interpretazioni che i Padri della Chiesa hanno fatti dei testi biblici di Ezechiele e Giovanni Apostolo nell'Apocalisse. Infatti del Tetramorfo parla Ezechiele, e questa visione appare anche in Giovanni. Nella storia dei commenti biblici, e dell'architettura italiana, il simbolo del Tetramorfo si fece sempre più strada, poiché rappresenta la sintesi dei contenuti peculiari dei singoli Vangeli e rivelano, ognuno, un aspetto di Cristo. Nel Vangelo di Matteo si parla dell'umanità di Cristo, ossia l'immagine angelica giovanile come incarnazione di Dio, da quello di Marco che inizia con la peregrinazione di Gesù nel deserto è stata tratta l'immagine del leone, a simbolo di coraggio contro il Male del Demonio tentatore. Il Vangelo di Luca richiama il sacrificio di Zaccaria, e dunque l'immagine del bue sacrificale, e nell'ultimo di Giovanni c'è la rappresentazione della forza che trascina in alto e trova come riferimento l'aquila. Il Tetramorfo di Larino costituisce un'impalcatura perfetta per sorreggere l'immagine centrale dell'Agnus Dei, ossia l'immagine apocalittica di Cristo che regge la Croce, e che si pone graficamente al vertice di un triangolo equilatero, che ha come base la larghezza della facciata della basilica.

## Elenco sommario opere
- Rosone del Duomo di San Leucio, Atessa, con bottega,  precedente al 1317
- Portale e rosone della chiesa di Santa Maria Maggiore, Lanciano (1317), firmato e datato da bottega, completamento della bottega
- Portale e rosone della chiesa di Sant'Agostino di Lanciano (1320 ca.)
- Rosone della chiesa di Santa Lucia di Lanciano (1318 ca.)
- Portale e rosone ex chiesa di San Francesco a Monteodorisio, attribuito, distrutto
- Portale e rosone del Duomo di Santa Maria Assunta di Larino, datato 1319 ma non firmato.